# Llista d'asteroides (395001-396000)
Llista d'asteroides del 395.001 al 396.000, amb data de descoberta i descobridor. És un fragment de la llista d'asteroides completa. Als asteroides se'ls dona un número quan es confirma la seva òrbita, per tant apareixen llistats aproximadament segons la data de descobriment.

## 395001-395100
| Nom    | Designació provisional | Data de descobriment   | Lloc de descobriment | Descobridor/s             |
| ------ | ---------------------- | ---------------------- | -------------------- | ------------------------- |
| 395001 | 2009 BS102             | 30 de gener de 2009    | Mount Lemmon         | Mt. Lemmon Survey         |
| 395002 | 2009 BN116             | 29 de gener de 2009    | Kitt Peak            | Spacewatch                |
| 395003 | 2009 BV119             | 30 de gener de 2009    | Mount Lemmon         | Mt. Lemmon Survey         |
| 395004 | 2009 BB133             | 22 de desembre de 2008 | Kitt Peak            | Spacewatch                |
| 395005 | 2009 BJ134             | 29 de gener de 2009    | Kitt Peak            | Spacewatch                |
| 395006 | 2009 BX137             | 29 de gener de 2009    | Kitt Peak            | Spacewatch                |
| 395007 | 2009 BD139             | 7 de novembre de 2007  | Mount Lemmon         | Mt. Lemmon Survey         |
| 395008 | 2009 BE144             | 30 de gener de 2009    | Kitt Peak            | Spacewatch                |
| 395009 | 2009 BW151             | 1 de gener de 2009     | Kitt Peak            | Spacewatch                |
| 395010 | 2009 BT154             | 31 de gener de 2009    | Kitt Peak            | Spacewatch                |
| 395011 | 2009 BQ158             | 31 de gener de 2009    | Kitt Peak            | Spacewatch                |
| 395012 | 2009 BF174             | 25 de gener de 2009    | Kitt Peak            | Spacewatch                |
| 395013 | 2009 BQ178             | 25 de gener de 2009    | Kitt Peak            | Spacewatch                |
| 395014 | 2009 BW185             | 12 de desembre de 2004 | Kitt Peak            | Spacewatch                |
| 395015 | 2009 BU187             | 27 de desembre de 2003 | Socorro              | LINEAR                    |
| 395016 | 2009 BM190             | 25 de gener de 2009    | Kitt Peak            | Spacewatch                |
| 395017 | 2009 CJ2               | 16 de gener de 2009    | Kitt Peak            | Spacewatch                |
| 395018 | 2009 CD3               | 2 de febrer de 2009    | Mayhill              | E. Guido                  |
| 395019 | 2009 CR3               | 2 de febrer de 2009    | Moletai              | K. Cernis, J. Zdanavicius |
| 395020 | 2009 CY9               | 1 de febrer de 2009    | Mount Lemmon         | Mt. Lemmon Survey         |
| 395021 | 2009 CA23              | 1 de febrer de 2009    | Kitt Peak            | Spacewatch                |
| 395022 | 2009 CK32              | 1 de febrer de 2009    | Kitt Peak            | Spacewatch                |
| 395023 | 2009 CO32              | 1 de febrer de 2009    | Kitt Peak            | Spacewatch                |
| 395024 | 2009 CQ37              | 4 de febrer de 2009    | Mount Lemmon         | Mt. Lemmon Survey         |
| 395025 | 2009 CG41              | 13 de febrer de 2009   | Kitt Peak            | Spacewatch                |
| 395026 | 2009 CC45              | 16 de gener de 2009    | Kitt Peak            | Spacewatch                |
| 395027 | 2009 CN45              | 14 de febrer de 2009   | Kitt Peak            | Spacewatch                |
| 395028 | 2009 CG50              | 14 de febrer de 2009   | La Sagra             | OAM                       |
| 395029 | 2009 DN16              | 17 de febrer de 2009   | La Sagra             | OAM                       |
| 395030 | 2009 DY19              | 5 de febrer de 2009    | Kitt Peak            | Spacewatch                |
| 395031 | 2009 DE26              | 21 de febrer de 2009   | Mount Lemmon         | Mt. Lemmon Survey         |
| 395032 | 2009 DZ34              | 20 de gener de 2009    | Mount Lemmon         | Mt. Lemmon Survey         |
| 395033 | 2009 DG42              | 20 de gener de 2009    | Kitt Peak            | Spacewatch                |
| 395034 | 2009 DB57              | 22 de febrer de 2009   | Kitt Peak            | Spacewatch                |
| 395035 | 2009 DF63              | 13 de febrer de 2009   | Kitt Peak            | Spacewatch                |
| 395036 | 2009 DJ65              | 22 de febrer de 2009   | Kitt Peak            | Spacewatch                |
| 395037 | 2009 DT80              | 19 de gener de 2004    | Kitt Peak            | Spacewatch                |
| 395038 | 2009 DD86              | 27 de febrer de 2009   | Kitt Peak            | Spacewatch                |
| 395039 | 2009 DY86              | 27 de febrer de 2009   | Kitt Peak            | Spacewatch                |
| 395040 | 2009 DE95              | 28 de febrer de 2009   | Kitt Peak            | Spacewatch                |
| 395041 | 2009 DK98              | 26 de febrer de 2009   | Kitt Peak            | Spacewatch                |
| 395042 | 2009 DL101             | 26 de febrer de 2009   | Kitt Peak            | Spacewatch                |
| 395043 | 2009 DY105             | 23 de setembre de 2006 | Kitt Peak            | Spacewatch                |
| 395044 | 2009 DB109             | 24 de febrer de 2009   | Mount Lemmon         | Mt. Lemmon Survey         |
| 395045 | 2009 DE111             | 5 de febrer de 2009    | Mount Lemmon         | Mt. Lemmon Survey         |
| 395046 | 2009 DZ111             | 26 de febrer de 2009   | Calar Alto           | F. Hormuth                |
| 395047 | 2009 DE116             | 27 de febrer de 2009   | Kitt Peak            | Spacewatch                |
| 395048 | 2009 DE130             | 27 de febrer de 2009   | Kitt Peak            | Spacewatch                |
| 395049 | 2009 DQ138             | 20 de febrer de 2009   | Mount Lemmon         | Mt. Lemmon Survey         |
| 395050 | 2009 DK139             | 27 de febrer de 2009   | Kitt Peak            | Spacewatch                |
| 395051 | 2009 DD141             | 19 de febrer de 2009   | Kitt Peak            | Spacewatch                |
| 395052 | 2009 EO1               | 2 de març de 2009      | Socorro              | LINEAR                    |
| 395053 | 2009 ER16              | 15 de març de 2009     | Kitt Peak            | Spacewatch                |
| 395054 | 2009 ER20              | 15 de març de 2009     | Kitt Peak            | Spacewatch                |
| 395055 | 2009 EX22              | 3 de març de 2009      | Mount Lemmon         | Mt. Lemmon Survey         |
| 395056 | 2009 FU1               | 1 de març de 2009      | Kitt Peak            | Spacewatch                |
| 395057 | 2009 FK3               | 17 de març de 2009     | Wildberg             | R. Apitzsch               |
| 395058 | 2009 FD4               | 28 de febrer de 2009   | Mount Lemmon         | Mt. Lemmon Survey         |
| 395059 | 2009 FD8               | 16 de març de 2009     | Kitt Peak            | Spacewatch                |
| 395060 | 2009 FR11              | 17 de març de 2009     | Kitt Peak            | Spacewatch                |
| 395061 | 2009 FJ23              | 21 de març de 2009     | Kitt Peak            | Spacewatch                |
| 395062 | 2009 FC26              | 16 de març de 2009     | Mount Lemmon         | Mt. Lemmon Survey         |
| 395063 | 2009 FM27              | 21 de març de 2009     | Kitt Peak            | Spacewatch                |
| 395064 | 2009 FH40              | 1 de març de 2009      | Kitt Peak            | Spacewatch                |
| 395065 | 2009 FS40              | 17 de març de 2009     | Kitt Peak            | Spacewatch                |
| 395066 | 2009 FV44              | 22 de març de 2009     | Mount Lemmon         | Mt. Lemmon Survey         |
| 395067 | 2009 FG53              | 29 de març de 2009     | Kitt Peak            | Spacewatch                |
| 395068 | 2009 FQ75              | 21 de març de 2009     | La Sagra             | OAM                       |
| 395069 | 2009 GC1               | 3 d'abril de 2009      | Cerro Burek          | Cerro Burek               |
| 395070 | 2009 GO1               | 3 d'abril de 2009      | Cerro Burek          | Cerro Burek               |
| 395071 | 2009 GE6               | 2 d'abril de 2009      | Kitt Peak            | Spacewatch                |
| 395072 | 2009 GF6               | 25 de novembre de 2005 | Catalina             | CSS                       |
| 395073 | 2009 HE6               | 29 de març de 2009     | Kitt Peak            | Spacewatch                |
| 395074 | 2009 HM7               | 17 d'abril de 2009     | Kitt Peak            | Spacewatch                |
| 395075 | 2009 HL14              | 17 d'abril de 2009     | Kitt Peak            | Spacewatch                |
| 395076 | 2009 HY28              | 19 d'abril de 2009     | Kitt Peak            | Spacewatch                |
| 395077 | 2009 HR33              | 19 d'abril de 2009     | Mount Lemmon         | Mt. Lemmon Survey         |
| 395078 | 2009 HB36              | 20 d'abril de 2009     | Kitt Peak            | Spacewatch                |
| 395079 | 2009 HJ50              | 2 d'abril de 2009      | Mount Lemmon         | Mt. Lemmon Survey         |
| 395080 | 2009 HK58              | 3 d'abril de 2003      | Anderson Mesa        | LONEOS                    |
| 395081 | 2009 HG79              | 25 de novembre de 2006 | Kitt Peak            | Spacewatch                |
| 395082 | 2009 HR79              | 21 de març de 2009     | Kitt Peak            | Spacewatch                |
| 395083 | 2009 HX83              | 27 d'abril de 2009     | Kitt Peak            | Spacewatch                |
| 395084 | 2009 HC91              | 22 d'abril de 2009     | La Sagra             | OAM                       |
| 395085 | 2009 HA93              | 30 d'abril de 2009     | Mount Lemmon         | Mt. Lemmon Survey         |
| 395086 | 2009 HM97              | 17 d'abril de 2009     | Kitt Peak            | Spacewatch                |
| 395087 | 2009 HR99              | 2 d'abril de 2009      | Kitt Peak            | Spacewatch                |
| 395088 | 2009 HT100             | 30 d'abril de 2009     | Mount Lemmon         | Mt. Lemmon Survey         |
| 395089 | 2009 HH101             | 30 d'abril de 2009     | Kitt Peak            | Spacewatch                |
| 395090 | 2009 JZ1               | 1 de maig de 2009      | Kitt Peak            | Spacewatch                |
| 395091 | 2009 KC6               | 25 de maig de 2009     | Kitt Peak            | Spacewatch                |
| 395092 | 2009 KM10              | 18 d'abril de 2009     | Mount Lemmon         | Mt. Lemmon Survey         |
| 395093 | 2009 KR13              | 25 de maig de 2009     | Kitt Peak            | Spacewatch                |
| 395094 | 2009 KG23              | 27 de maig de 2009     | Kitt Peak            | Spacewatch                |
| 395095 | 2009 KF27              | 30 de maig de 2009     | Mount Lemmon         | Mt. Lemmon Survey         |
| 395096 | 2009 KY28              | 31 de maig de 2009     | Bergisch Gladbac     | W. Bickel                 |
| 395097 | 2009 KG37              | 28 de febrer de 2009   | Mount Lemmon         | Mt. Lemmon Survey         |
| 395098 | 2009 MY3               | 19 de juny de 2009     | Kitt Peak            | Spacewatch                |
| 395099 | 2009 NK                | 11 de setembre de 2004 | Socorro              | LINEAR                    |
| 395100 | 2009 OQ21              | 26 de juliol de 2009   | Bergisch Gladbac     | W. Bickel                 |

## 395101-395200
| Nom    | Designació provisional | Data de descobriment   | Lloc de descobriment | Descobridor/s          |
| ------ | ---------------------- | ---------------------- | -------------------- | ---------------------- |
| 395101 | 2009 OT21              | 31 de juliol de 2009   | Bergisch Gladbac     | W. Bickel              |
| 395102 | 2009 QV57              | 29 d'agost de 2009     | La Sagra             | OAM                    |
| 395103 | 2009 RA8               | 12 de setembre de 2009 | Kitt Peak            | Spacewatch             |
| 395104 | 2009 RW15              | 12 de setembre de 2009 | Kitt Peak            | Spacewatch             |
| 395105 | 2009 RK64              | 15 de setembre de 2009 | Kitt Peak            | Spacewatch             |
| 395106 | 2009 SN46              | 16 de setembre de 2009 | Kitt Peak            | Spacewatch             |
| 395107 | 2009 TL                | 7 d'octubre de 2009    | Siding Spring        | Siding Spring Survey   |
| 395108 | 2009 TB1               | 9 d'octubre de 2009    | Siding Spring        | Siding Spring Survey   |
| 395109 | 2009 TK28              | 15 de setembre de 2009 | Kitt Peak            | Spacewatch             |
| 395110 | 2009 UX148             | 28 de setembre de 2009 | Mount Lemmon         | Mt. Lemmon Survey      |
| 395111 | 2009 VC31              | 9 de novembre de 2009  | Mount Lemmon         | Mt. Lemmon Survey      |
| 395112 | 2009 VR45              | 10 de novembre de 1999 | Kitt Peak            | Spacewatch             |
| 395113 | 2009 VB50              | 11 de novembre de 2009 | La Sagra             | OAM                    |
| 395114 | 2009 VV52              | 19 d'abril de 2004     | Kitt Peak            | Spacewatch             |
| 395115 | 2009 VW96              | 8 de novembre de 2009  | Mount Lemmon         | Mt. Lemmon Survey      |
| 395116 | 2009 WJ37              | 9 de novembre de 2009  | Kitt Peak            | Spacewatch             |
| 395117 | 2009 WG38              | 13 de març de 2007     | Kitt Peak            | Spacewatch             |
| 395118 | 2009 WO73              | 18 de novembre de 2009 | Kitt Peak            | Spacewatch             |
| 395119 | 2009 WJ125             | 8 de novembre de 2009  | Kitt Peak            | Spacewatch             |
| 395120 | 2009 WY214             | 1 d'octubre de 2005    | Mount Lemmon         | Mt. Lemmon Survey      |
| 395121 | 2009 WE258             | 26 de novembre de 2009 | Mount Lemmon         | Mt. Lemmon Survey      |
| 395122 | 2009 WJ259             | 18 de novembre de 2009 | Mount Lemmon         | Mt. Lemmon Survey      |
| 395123 | 2009 XY                | 9 de desembre de 2009  | Nazaret              | G. Muler               |
| 395124 | 2009 XX7               | 10 de desembre de 2009 | San Marcello         | San Marcello           |
| 395125 | 2009 XD13              | 11 de desembre de 2009 | Mount Lemmon         | Mt. Lemmon Survey      |
| 395126 | 2009 YF11              | 18 de desembre de 2009 | Mount Lemmon         | Mt. Lemmon Survey      |
| 395127 | 2009 YR13              | 18 de desembre de 2009 | Kitt Peak            | Spacewatch             |
| 395128 | 2009 YV20              | 27 de desembre de 2009 | Kitt Peak            | Spacewatch             |
| 395129 | 2009 YW21              | 9 de juny de 2007      | Kitt Peak            | Spacewatch             |
| 395130 | 2009 YQ22              | 18 de desembre de 2009 | Kitt Peak            | Spacewatch             |
| 395131 | 2010 AJ1               | 5 de gener de 2010     | Kitt Peak            | Spacewatch             |
| 395132 | 2010 AS15              | 7 de gener de 2010     | Mount Lemmon         | Mt. Lemmon Survey      |
| 395133 | 2010 AB29              | 11 d'abril de 2007     | Kitt Peak            | Spacewatch             |
| 395134 | 2010 AU44              | 7 de gener de 2010     | Mount Lemmon         | Mt. Lemmon Survey      |
| 395135 | 2010 AP54              | 1 de desembre de 2005  | Kitt Peak            | Spacewatch             |
| 395136 | 2010 AV77              | 7 de gener de 2010     | Kitt Peak            | Spacewatch             |
| 395137 | 2010 AR80              | 31 de març de 2003     | Kitt Peak            | Spacewatch             |
| 395138 | 2010 AQ107             | 12 de gener de 2010    | WISE                 | WISE                   |
| 395139 | 2010 BB72              | 1 de maig de 2006      | Kitt Peak            | Spacewatch             |
| 395140 | 2010 BL93              | 30 d'octubre de 2009   | Mount Lemmon         | Mt. Lemmon Survey      |
| 395141 | 2010 CC                | 4 de febrer de 2010    | Nazaret              | G. Muler               |
| 395142 | 2010 CG                | 6 de febrer de 2010    | Pla D'Arguines       | R. Ferrando            |
| 395143 | 2010 CN1               | 2 de febrer de 2010    | WISE                 | WISE                   |
| 395144 | 2010 CR2               | 5 de febrer de 2010    | Kitt Peak            | Spacewatch             |
| 395145 | 2010 CX4               | 8 de gener de 2010     | Kitt Peak            | Spacewatch             |
| 395146 | 2010 CW21              | 9 de febrer de 2010    | Mount Lemmon         | Mt. Lemmon Survey      |
| 395147 | 2010 CA33              | 3 de setembre de 2005  | Catalina             | CSS                    |
| 395148 | 2010 CL36              | 10 de febrer de 2010   | Zelenchukskaya S     | T. V. Kryachko         |
| 395149 | 2010 CX44              | 11 de febrer de 2010   | WISE                 | WISE                   |
| 395150 | 2010 CP47              | 12 de febrer de 2010   | WISE                 | WISE                   |
| 395151 | 2010 CC61              | 8 de maig de 2007      | Anderson Mesa        | LONEOS                 |
| 395152 | 2010 CD66              | 24 d'octubre de 2008   | Mount Lemmon         | Mt. Lemmon Survey      |
| 395153 | 2010 CY66              | 10 de febrer de 2010   | Kitt Peak            | Spacewatch             |
| 395154 | 2010 CS75              | 26 d'octubre de 2005   | Kitt Peak            | Spacewatch             |
| 395155 | 2010 CE87              | 23 de febrer de 2007   | Kitt Peak            | Spacewatch             |
| 395156 | 2010 CX93              | 14 de febrer de 2010   | Catalina             | CSS                    |
| 395157 | 2010 CH96              | 11 de gener de 2010    | Kitt Peak            | Spacewatch             |
| 395158 | 2010 CP136             | 15 de febrer de 2010   | WISE                 | WISE                   |
| 395159 | 2010 CF157             | 25 de desembre de 2005 | Mount Lemmon         | Mt. Lemmon Survey      |
| 395160 | 2010 CP160             | 14 de febrer de 2010   | Catalina             | CSS                    |
| 395161 | 2010 CM168             | 15 de febrer de 2010   | Kitt Peak            | Spacewatch             |
| 395162 | 2010 CG172             | 29 de setembre de 2008 | Catalina             | CSS                    |
| 395163 | 2010 CU178             | 14 de febrer de 2010   | Kitt Peak            | Spacewatch             |
| 395164 | 2010 CZ180             | 6 de març de 1999      | Kitt Peak            | Spacewatch             |
| 395165 | 2010 CQ181             | 16 de juny de 2007     | Kitt Peak            | Spacewatch             |
| 395166 | 2010 CE203             | 10 de novembre de 2009 | Mount Lemmon         | Mt. Lemmon Survey      |
| 395167 | 2010 DN35              | 11 de gener de 2010    | Kitt Peak            | Spacewatch             |
| 395168 | 2010 DO42              | 17 de febrer de 2010   | Kitt Peak            | Spacewatch             |
| 395169 | 2010 DE48              | 17 de febrer de 2010   | Mount Lemmon         | Mt. Lemmon Survey      |
| 395170 | 2010 DK49              | 18 de febrer de 2010   | Kitt Peak            | Spacewatch             |
| 395171 | 2010 DW55              | 22 de febrer de 2010   | WISE                 | WISE                   |
| 395172 | 2010 EC11              | 3 de març de 2010      | WISE                 | WISE                   |
| 395173 | 2010 EZ34              | 10 de març de 2010     | Purple Mountain      | PMO NEO Survey Program |
| 395174 | 2010 EC42              | 7 de maig de 2006      | Kitt Peak            | Spacewatch             |
| 395175 | 2010 EK67              | 1 de febrer de 2006    | Mount Lemmon         | Mt. Lemmon Survey      |
| 395176 | 2010 ED70              | 10 de març de 2010     | La Sagra             | OAM                    |
| 395177 | 2010 EN82              | 29 de setembre de 2008 | Catalina             | CSS                    |
| 395178 | 2010 EZ82              | 12 de març de 2010     | Mount Lemmon         | Mt. Lemmon Survey      |
| 395179 | 2010 ED85              | 13 de març de 2010     | Kitt Peak            | Spacewatch             |
| 395180 | 2010 EM100             | 14 de març de 2010     | La Sagra             | OAM                    |
| 395181 | 2010 EL103             | 15 de març de 2010     | Mount Lemmon         | Mt. Lemmon Survey      |
| 395182 | 2010 EP111             | 14 de març de 2010     | Kitt Peak            | Spacewatch             |
| 395183 | 2010 EV111             | 24 de febrer de 2006   | Kitt Peak            | Spacewatch             |
| 395184 | 2010 EE137             | 30 de setembre de 2003 | Kitt Peak            | Spacewatch             |
| 395185 | 2010 FJ5               | 11 de gener de 2010    | Mount Lemmon         | Mt. Lemmon Survey      |
| 395186 | 2010 FW85              | 25 de març de 2010     | Kitt Peak            | Spacewatch             |
| 395187 | 2010 FA98              | 20 d'octubre de 1995   | Kitt Peak            | Spacewatch             |
| 395188 | 2010 FC98              | 12 de març de 2010     | Kitt Peak            | Spacewatch             |
| 395189 | 2010 FQ101             | 21 de març de 2010     | Mount Lemmon         | Mt. Lemmon Survey      |
| 395190 | 2010 GJ31              | 9 de setembre de 2007  | Kitt Peak            | Spacewatch             |
| 395191 | 2010 GL32              | 8 d'abril de 2010      | La Sagra             | OAM                    |
| 395192 | 2010 GQ32              | 8 d'abril de 2010      | Mount Lemmon         | Mt. Lemmon Survey      |
| 395193 | 2010 GV74              | 19 de novembre de 2008 | Kitt Peak            | Spacewatch             |
| 395194 | 2010 GZ99              | 4 d'abril de 2010      | Kitt Peak            | Spacewatch             |
| 395195 | 2010 GQ104             | 2 d'abril de 2006      | Kitt Peak            | Spacewatch             |
| 395196 | 2010 GG108             | 8 d'abril de 2010      | Kitt Peak            | Spacewatch             |
| 395197 | 2010 GN113             | 20 de gener de 2010    | WISE                 | WISE                   |
| 395198 | 2010 GF117             | 10 d'abril de 2010     | Mount Lemmon         | Mt. Lemmon Survey      |
| 395199 | 2010 GG117             | 10 d'abril de 2010     | Kitt Peak            | Spacewatch             |
| 395200 | 2010 GR124             | 16 de gener de 2009    | Mount Lemmon         | Mt. Lemmon Survey      |

## 395201-395300
| Nom    | Designació provisional | Data de descobriment   | Lloc de descobriment | Descobridor/s          |
| ------ | ---------------------- | ---------------------- | -------------------- | ---------------------- |
| 395201 | 2010 GW127             | 29 d'octubre de 2008   | Kitt Peak            | Spacewatch             |
| 395202 | 2010 GK133             | 26 de gener de 2006    | Kitt Peak            | Spacewatch             |
| 395203 | 2010 GQ143             | 10 d'abril de 2010     | Mount Lemmon         | Mt. Lemmon Survey      |
| 395204 | 2010 GM160             | 19 de març de 2010     | Mount Lemmon         | Mt. Lemmon Survey      |
| 395205 | 2010 HD38              | 21 d'abril de 2010     | WISE                 | WISE                   |
| 395206 | 2010 HV56              | 25 d'abril de 2010     | WISE                 | WISE                   |
| 395207 | 2010 HQ80              | 25 d'abril de 2010     | WISE                 | WISE                   |
| 395208 | 2010 JR17              | 3 de maig de 2010      | WISE                 | WISE                   |
| 395209 | 2010 JS19              | 3 de maig de 2010      | WISE                 | WISE                   |
| 395210 | 2010 JR33              | 3 de maig de 2010      | Kitt Peak            | Spacewatch             |
| 395211 | 2010 JJ35              | 13 de setembre de 2007 | Kitt Peak            | Spacewatch             |
| 395212 | 2010 JM68              | 9 de maig de 2010      | WISE                 | WISE                   |
| 395213 | 2010 JP76              | 6 de maig de 2010      | Kitt Peak            | Spacewatch             |
| 395214 | 2010 JA77              | 4 de maig de 2006      | Kitt Peak            | Spacewatch             |
| 395215 | 2010 JB84              | 8 de novembre de 2007  | Kitt Peak            | Spacewatch             |
| 395216 | 2010 JO89              | 9 de maig de 2010      | WISE                 | WISE                   |
| 395217 | 2010 JR176             | 13 de maig de 2010     | Nogales              | Tenagra II             |
| 395218 | 2010 JO177             | 11 de setembre de 2004 | Kitt Peak            | Spacewatch             |
| 395219 | 2010 KN9               | 11 d'octubre de 2007   | Kitt Peak            | Spacewatch             |
| 395220 | 2010 KK110             | 29 de maig de 2010     | WISE                 | WISE                   |
| 395221 | 2010 KC116             | 2 de maig de 2009      | Mount Lemmon         | Mt. Lemmon Survey      |
| 395222 | 2010 LE53              | 9 de juny de 2010      | WISE                 | WISE                   |
| 395223 | 2010 LF61              | 19 de maig de 2010     | Catalina             | CSS                    |
| 395224 | 2010 LT79              | 10 de juny de 2010     | WISE                 | WISE                   |
| 395225 | 2010 LV98              | 13 de juny de 2010     | WISE                 | WISE                   |
| 395226 | 2010 LS106             | 5 de desembre de 2008  | Mount Lemmon         | Mt. Lemmon Survey      |
| 395227 | 2010 LQ109             | 19 de maig de 2010     | Mount Lemmon         | Mt. Lemmon Survey      |
| 395228 | 2010 MW19              | 18 de juny de 2010     | WISE                 | WISE                   |
| 395229 | 2010 MN26              | 25 de setembre de 2005 | Kitt Peak            | Spacewatch             |
| 395230 | 2010 MD27              | 19 de juny de 2010     | WISE                 | WISE                   |
| 395231 | 2010 MA57              | 25 de novembre de 2005 | Catalina             | CSS                    |
| 395232 | 2010 MB65              | 24 de juny de 2010     | WISE                 | WISE                   |
| 395233 | 2010 MX67              | 25 de juny de 2010     | WISE                 | WISE                   |
| 395234 | 2010 MU72              | 26 de juny de 2010     | WISE                 | WISE                   |
| 395235 | 2010 MP79              | 29 d'octubre de 2005   | Catalina             | CSS                    |
| 395236 | 2010 MF100             | 7 de febrer de 2008    | Mount Lemmon         | Mt. Lemmon Survey      |
| 395237 | 2010 MH104             | 27 de març de 2008     | Mount Lemmon         | Mt. Lemmon Survey      |
| 395238 | 2010 NN36              | 17 de gener de 2007    | Kitt Peak            | Spacewatch             |
| 395239 | 2010 NX36              | 4 d'octubre de 1999    | Catalina             | CSS                    |
| 395240 | 2010 ND59              | 9 de febrer de 2008    | Kitt Peak            | Spacewatch             |
| 395241 | 2010 NB65              | 11 de juliol de 2010   | WISE                 | WISE                   |
| 395242 | 2010 NG70              | 22 d'agost de 2004     | Kitt Peak            | Spacewatch             |
| 395243 | 2010 NC74              | 1 de desembre de 2005  | Mount Lemmon         | Mt. Lemmon Survey      |
| 395244 | 2010 NM83              | 17 de juny de 2004     | Siding Spring        | Siding Spring Survey   |
| 395245 | 2010 NL113             | 13 de juliol de 2010   | WISE                 | WISE                   |
| 395246 | 2010 OJ6               | 9 de febrer de 2008    | Kitt Peak            | Spacewatch             |
| 395247 | 2010 OF12              | 17 de juliol de 2010   | WISE                 | WISE                   |
| 395248 | 2010 ON24              | 26 de maig de 2009     | Catalina             | CSS                    |
| 395249 | 2010 OD27              | 19 de juliol de 2010   | WISE                 | WISE                   |
| 395250 | 2010 OS86              | 27 de juliol de 2010   | WISE                 | WISE                   |
| 395251 | 2010 ON96              | 15 de juny de 2009     | XuYi                 | PMO NEO Survey Program |
| 395252 | 2010 OJ118             | 24 d'abril de 2003     | Kitt Peak            | Spacewatch             |
| 395253 | 2010 OF127             | 17 d'octubre de 1995   | Kitt Peak            | Spacewatch             |
| 395254 | 2010 PL16              | 26 de maig de 2009     | Kitt Peak            | Spacewatch             |
| 395255 | 2010 PO60              | 9 de febrer de 2008    | Mount Lemmon         | Mt. Lemmon Survey      |
| 395256 | 2010 PW61              | 8 de febrer de 2008    | Mount Lemmon         | Mt. Lemmon Survey      |
| 395257 | 2010 PJ77              | 14 d'agost de 2010     | Kitt Peak            | Spacewatch             |
| 395258 | 2010 QP1               | 29 d'octubre de 2005   | Mount Lemmon         | Mt. Lemmon Survey      |
| 395259 | 2010 QJ5               | 11 d'agost de 2004     | Socorro              | LINEAR                 |
| 395260 | 2010 QA6               | 17 d'agost de 2010     | Črni Vrh             | Crni Vrh               |
| 395261 | 2010 RR50              | 28 d'octubre de 2005   | Mount Lemmon         | Mt. Lemmon Survey      |
| 395262 | 2010 RA85              | 12 d'agost de 2010     | Kitt Peak            | Spacewatch             |
| 395263 | 2010 RT101             | 10 de setembre de 2010 | Kitt Peak            | Spacewatch             |
| 395264 | 2010 RA111             | 27 d'octubre de 2005   | Mount Lemmon         | Mt. Lemmon Survey      |
| 395265 | 2010 RZ142             | 30 de setembre de 2005 | Mount Lemmon         | Mt. Lemmon Survey      |
| 395266 | 2010 SU1               | 16 de setembre de 2010 | Mount Lemmon         | Mt. Lemmon Survey      |
| 395267 | 2010 SC2               | 1 de desembre de 2000  | Kitt Peak            | Spacewatch             |
| 395268 | 2010 SH18              | 1 d'octubre de 2005    | Kitt Peak            | Spacewatch             |
| 395269 | 2010 TE57              | 25 de novembre de 2005 | Mount Lemmon         | Mt. Lemmon Survey      |
| 395270 | 2010 TU82              | 30 de gener de 2008    | Mount Lemmon         | Mt. Lemmon Survey      |
| 395271 | 2010 TJ84              | 11 d'octubre de 2005   | Kitt Peak            | Spacewatch             |
| 395272 | 2010 TH97              | 25 d'octubre de 2005   | Kitt Peak            | Spacewatch             |
| 395273 | 2010 TB130             | 22 de febrer de 2007   | Kitt Peak            | Spacewatch             |
| 395274 | 2010 TF164             | 13 d'octubre de 2005   | Kitt Peak            | Spacewatch             |
| 395275 | 2010 TO175             | 28 de maig de 1998     | Kitt Peak            | Spacewatch             |
| 395276 | 2010 UM75              | 7 d'agost de 2010      | WISE                 | WISE                   |
| 395277 | 2010 VZ37              | 9 de desembre de 1999  | Kitt Peak            | Spacewatch             |
| 395278 | 2010 VW38              | 4 d'abril de 2008      | Kitt Peak            | Spacewatch             |
| 395279 | 2010 VC39              | 30 de setembre de 1999 | Socorro              | LINEAR                 |
| 395280 | 2010 VA66              | 17 de setembre de 2004 | Kitt Peak            | Spacewatch             |
| 395281 | 2010 VM89              | 21 de setembre de 2009 | Catalina             | CSS                    |
| 395282 | 2010 VR103             | 27 d'octubre de 2003   | Kitt Peak            | Spacewatch             |
| 395283 | 2010 VS171             | 14 d'octubre de 2010   | Mount Lemmon         | Mt. Lemmon Survey      |
| 395284 | 2010 XG69              | 30 de desembre de 2005 | Kitt Peak            | Spacewatch             |
| 395285 | 2010 XL87              | 14 de maig de 2004     | Kitt Peak            | Spacewatch             |
| 395286 | 2011 AH69              | 18 de setembre de 2009 | Catalina             | CSS                    |
| 395287 | 2011 AV73              | 12 de març de 2008     | Kitt Peak            | Spacewatch             |
| 395288 | 2011 AV75              | 12 de novembre de 2005 | Kitt Peak            | Spacewatch             |
| 395289 | 2011 BJ2               | 16 de gener de 2011    | Mount Lemmon         | Mt. Lemmon Survey      |
| 395290 | 2011 BZ65              | 15 d'agost de 2004     | Siding Spring        | Siding Spring Survey   |
| 395291 | 2011 CK2               | 5 de març de 2006      | Catalina             | CSS                    |
| 395292 | 2011 DD19              | 22 de febrer de 2011   | Kitt Peak            | Spacewatch             |
| 395293 | 2011 EA12              | 7 de gener de 2000     | Socorro              | LINEAR                 |
| 395294 | 2011 FN23              | 27 de març de 2011     | Kitt Peak            | Spacewatch             |
| 395295 | 2011 FJ47              | 18 de setembre de 2003 | Kitt Peak            | Spacewatch             |
| 395296 | 2011 GS71              | 5 d'abril de 2011      | Catalina             | CSS                    |
| 395297 | 2011 HA54              | 18 de novembre de 2008 | Kitt Peak            | Spacewatch             |
| 395298 | 2011 HG55              | 9 de novembre de 2009  | Kitt Peak            | Spacewatch             |
| 395299 | 2011 HR59              | 11 de desembre de 2009 | Mount Lemmon         | Mt. Lemmon Survey      |
| 395300 | 2011 KW31              | 26 de gener de 2007    | Kitt Peak            | Spacewatch             |

## 395301-395400
| Nom    | Designació provisional | Data de descobriment   | Lloc de descobriment | Descobridor/s                                          |
| ------ | ---------------------- | ---------------------- | -------------------- | ------------------------------------------------------ |
| 395301 | 2011 LT                | 31 d'agost de 2005     | Kitt Peak            | Spacewatch                                             |
| 395302 | 2011 LG26              | 30 d'agost de 2005     | Kitt Peak            | Spacewatch                                             |
| 395303 | 2011 MW7               | 28 d'octubre de 2008   | Kitt Peak            | Spacewatch                                             |
| 395304 | 2011 MO8               | 16 de febrer de 2010   | Mount Lemmon         | Mt. Lemmon Survey                                      |
| 395305 | 2011 NB                | 24 de febrer de 2006   | Mount Lemmon         | Mt. Lemmon Survey                                      |
| 395306 | 2011 NH1               | 28 d'octubre de 2008   | Kitt Peak            | Spacewatch                                             |
| 395307 | 2011 OZ                | 1 de novembre de 2005  | Kitt Peak            | Spacewatch                                             |
| 395308 | 2011 OT1               | 12 d'abril de 1999     | Kitt Peak            | Spacewatch                                             |
| 395309 | 2011 OB5               | 17 de març de 2007     | Anderson Mesa        | LONEOS                                                 |
| 395310 | 2011 OX6               | 23 de setembre de 2008 | Kitt Peak            | Spacewatch                                             |
| 395311 | 2011 OU11              | 6 de gener de 2010     | Kitt Peak            | Spacewatch                                             |
| 395312 | 2011 OY14              | 8 de juliol de 2004    | Siding Spring        | Siding Spring Survey                                   |
| 395313 | 2011 OK16              | 23 de gener de 2006    | Kitt Peak            | Spacewatch                                             |
| 395314 | 2011 OB20              | 23 de setembre de 2000 | Anderson Mesa        | LONEOS                                                 |
| 395315 | 2011 ON20              | 1 de juliol de 2011    | Mount Lemmon         | Mt. Lemmon Survey                                      |
| 395316 | 2011 OP20              | 30 de novembre de 2008 | Kitt Peak            | Spacewatch                                             |
| 395317 | 2011 OL24              | 15 d'octubre de 2004   | Mount Lemmon         | Mt. Lemmon Survey                                      |
| 395318 | 2011 OT24              | 14 d'abril de 2007     | Mount Lemmon         | Mt. Lemmon Survey                                      |
| 395319 | 2011 OA29              | 9 de maig de 2007      | Kitt Peak            | Spacewatch                                             |
| 395320 | 2011 OB33              | 25 de desembre de 2005 | Kitt Peak            | Spacewatch                                             |
| 395321 | 2011 OW33              | 25 de setembre de 1995 | Kitt Peak            | Spacewatch                                             |
| 395322 | 2011 OR56              | 10 de novembre de 2004 | Kitt Peak            | Spacewatch                                             |
| 395323 | 2011 OA57              | 8 de setembre de 1996  | Kitt Peak            | Spacewatch                                             |
| 395324 | 2011 PZ12              | 24 d'octubre de 2000   | Socorro              | LINEAR                                                 |
| 395325 | 2011 QZ2               | 13 de desembre de 2004 | Campo Imperatore     | CINEOS                                                 |
| 395326 | 2011 QB6               | 19 d'octubre de 2007   | Catalina             | CSS                                                    |
| 395327 | 2011 QN8               | 1 d'agost de 2011      | Siding Spring        | Siding Spring Survey                                   |
| 395328 | 2011 QP14              | 3 de setembre de 2000  | Kitt Peak            | Spacewatch                                             |
| 395329 | 2011 QR14              | 22 d'agost de 2004     | Kitt Peak            | Spacewatch                                             |
| 395330 | 2011 QQ16              | 14 de juny de 2010     | WISE                 | WISE                                                   |
| 395331 | 2011 QD18              | 26 d'agost de 2000     | Socorro              | LINEAR                                                 |
| 395332 | 2011 QY23              | 4 de desembre de 1996  | Kitt Peak            | Spacewatch                                             |
| 395333 | 2011 QR26              | 4 d'agost de 2011      | Siding Spring        | Siding Spring Survey                                   |
| 395334 | 2011 QC29              | 23 de setembre de 2000 | Anderson Mesa        | LONEOS                                                 |
| 395335 | 2011 QL29              | 17 de juny de 2007     | Kitt Peak            | Spacewatch                                             |
| 395336 | 2011 QG31              | 10 d'octubre de 2008   | Mount Lemmon         | Mt. Lemmon Survey                                      |
| 395337 | 2011 QD32              | 14 de març de 2010     | Mount Lemmon         | Mt. Lemmon Survey                                      |
| 395338 | 2011 QQ33              | 29 d'agost de 2000     | Socorro              | LINEAR                                                 |
| 395339 | 2011 QS33              | 11 de juliol de 2004   | Socorro              | LINEAR                                                 |
| 395340 | 2011 QV34              | 15 de març de 2010     | Mount Lemmon         | Mt. Lemmon Survey                                      |
| 395341 | 2011 QG38              | 17 de març de 2005     | Kitt Peak            | Spacewatch                                             |
| 395342 | 2011 QH40              | 10 de setembre de 2004 | Kitt Peak            | Spacewatch                                             |
| 395343 | 2011 QJ48              | 24 de març de 2003     | Kitt Peak            | Spacewatch                                             |
| 395344 | 2011 QA49              | 25 d'abril de 2003     | Kitt Peak            | Spacewatch                                             |
| 395345 | 2011 QL50              | 12 de març de 2007     | Kitt Peak            | Spacewatch                                             |
| 395346 | 2011 QS50              | 7 d'agost de 2004      | Campo Imperatore     | CINEOS                                                 |
| 395347 | 2011 QX53              | 14 de febrer de 2010   | Kitt Peak            | Spacewatch                                             |
| 395348 | 2011 QZ56              | 30 de desembre de 2008 | Kitt Peak            | Spacewatch                                             |
| 395349 | 2011 QH57              | 15 de març de 2010     | Mount Lemmon         | Mt. Lemmon Survey                                      |
| 395350 | 2011 QV57              | 16 de desembre de 2000 | Kitt Peak            | Spacewatch                                             |
| 395351 | 2011 QV64              | 10 de setembre de 2007 | Catalina             | CSS                                                    |
| 395352 | 2011 QT66              | 14 d'abril de 2010     | Kitt Peak            | Spacewatch                                             |
| 395353 | 2011 QM70              | 11 de desembre de 2004 | Kitt Peak            | Spacewatch                                             |
| 395354 | 2011 QV71              | 25 de maig de 2007     | Mount Lemmon         | Mt. Lemmon Survey                                      |
| 395355 | 2011 QO77              | 12 d'abril de 2005     | Mount Lemmon         | Mt. Lemmon Survey                                      |
| 395356 | 2011 QW84              | 5 d'octubre de 2004    | Kitt Peak            | Spacewatch                                             |
| 395357 | 2011 QZ91              | 9 d'octubre de 2002    | Socorro              | LINEAR                                                 |
| 395358 | 2011 QD95              | 6 d'octubre de 2000    | Kitt Peak            | Spacewatch                                             |
| 395359 | 2011 QF97              | 1 de març de 2008      | Kitt Peak            | Spacewatch                                             |
| 395360 | 2011 QS97              | 24 d'abril de 2003     | Kitt Peak            | Spacewatch                                             |
| 395361 | 2011 RN4               | 23 d'octubre de 2006   | Kitt Peak            | Spacewatch                                             |
| 395362 | 2011 RP5               | 17 de setembre de 2006 | Kitt Peak            | Spacewatch                                             |
| 395363 | 2011 RK9               | 24 de setembre de 2000 | Socorro              | LINEAR                                                 |
| 395364 | 2011 RM9               | 11 de setembre de 2007 | Catalina             | CSS                                                    |
| 395365 | 2011 RN11              | 8 d'agost de 2004      | Socorro              | LINEAR                                                 |
| 395366 | 2011 RY11              | 23 de juny de 2007     | Kitt Peak            | Spacewatch                                             |
| 395367 | 2011 RH13              | 28 de novembre de 2000 | Kitt Peak            | Spacewatch                                             |
| 395368 | 2011 RJ14              | 11 de març de 2005     | Mount Lemmon         | Mt. Lemmon Survey                                      |
| 395369 | 2011 RY18              | 18 de març de 2010     | Mount Lemmon         | Mt. Lemmon Survey                                      |
| 395370 | 2011 SA27              | 26 de setembre de 1998 | Socorro              | LINEAR                                                 |
| 395371 | 2011 SD27              | 4 de novembre de 2004  | Catalina             | CSS                                                    |
| 395372 | 2011 SS29              | 5 de març de 2006      | Kitt Peak            | Spacewatch                                             |
| 395373 | 2011 SP30              | 22 de febrer de 2009   | Siding Spring        | Siding Spring Survey                                   |
| 395374 | 2011 SJ32              | 22 de setembre de 2011 | Kitt Peak            | Spacewatch                                             |
| 395375 | 2011 ST32              | 9 d'agost de 2007      | Socorro              | LINEAR                                                 |
| 395376 | 2011 SF34              | 11 d'octubre de 1998   | Anderson Mesa        | LONEOS                                                 |
| 395377 | 2011 SD43              | 13 de setembre de 2007 | Mount Lemmon         | Mt. Lemmon Survey                                      |
| 395378 | 2011 SN43              | 5 de març de 2008      | Mount Lemmon         | Mt. Lemmon Survey                                      |
| 395379 | 2011 SJ44              | 25 de juliol de 2006   | Mount Lemmon         | Mt. Lemmon Survey                                      |
| 395380 | 2011 SL44              | 21 de juliol de 2006   | Mount Lemmon         | Mt. Lemmon Survey                                      |
| 395381 | 2011 SQ45              | 14 d'octubre de 2007   | Mount Lemmon         | Mt. Lemmon Survey                                      |
| 395382 | 2011 SB51              | 1 de juliol de 2011    | Mount Lemmon         | Mt. Lemmon Survey                                      |
| 395383 | 2011 SL53              | 24 d'agost de 2007     | Kitt Peak            | Spacewatch                                             |
| 395384 | 2011 SY53              | 8 de setembre de 2007  | Mount Lemmon         | Mt. Lemmon Survey                                      |
| 395385 | 2011 SZ53              | 15 d'octubre de 2004   | Mount Lemmon         | Mt. Lemmon Survey                                      |
| 395386 | 2011 SB54              | 26 de febrer de 2009   | Kitt Peak            | Spacewatch                                             |
| 395387 | 2011 SZ59              | 20 d'octubre de 2007   | Mount Lemmon         | Mt. Lemmon Survey                                      |
| 395388 | 2011 SF67              | 24 de setembre de 1960 | Palomar              | C. J. van Houten, I. van Houten-Groeneveld, T. Gehrels |
| 395389 | 2011 SK70              | 16 de gener de 2004    | Kitt Peak            | Spacewatch                                             |
| 395390 | 2011 SX74              | 15 d'octubre de 2004   | Kitt Peak            | Spacewatch                                             |
| 395391 | 2011 SP86              | 13 de novembre de 2007 | Kitt Peak            | Spacewatch                                             |
| 395392 | 2011 SX86              | 1 de novembre de 2000  | Kitt Peak            | Spacewatch                                             |
| 395393 | 2011 SO89              | 22 de setembre de 2011 | Kitt Peak            | Spacewatch                                             |
| 395394 | 2011 SL91              | 5 de novembre de 2007  | Kitt Peak            | Spacewatch                                             |
| 395395 | 2011 ST102             | 22 d'agost de 2004     | Siding Spring        | Siding Spring Survey                                   |
| 395396 | 2011 SD103             | 19 de juliol de 2007   | Siding Spring        | Siding Spring Survey                                   |
| 395397 | 2011 SJ107             | 21 d'octubre de 2006   | Mount Lemmon         | Mt. Lemmon Survey                                      |
| 395398 | 2011 SV109             | 4 de novembre de 2007  | Kitt Peak            | Spacewatch                                             |
| 395399 | 2011 SO112             | 17 de novembre de 2004 | Campo Imperatore     | CINEOS                                                 |
| 395400 | 2011 SA118             | 21 de febrer de 2009   | Kitt Peak            | Spacewatch                                             |

## 395401-395500
| Nom    | Designació provisional | Data de descobriment   | Lloc de descobriment | Descobridor/s          |
| ------ | ---------------------- | ---------------------- | -------------------- | ---------------------- |
| 395401 | 2011 SU118             | 16 d'octubre de 2006   | Catalina             | CSS                    |
| 395402 | 2011 SP121             | 12 de setembre de 1994 | Kitt Peak            | Spacewatch             |
| 395403 | 2011 SG123             | 14 d'octubre de 2007   | Socorro              | LINEAR                 |
| 395404 | 2011 SW126             | 16 de març de 2005     | Catalina             | CSS                    |
| 395405 | 2011 SF132             | 12 de desembre de 2004 | Kitt Peak            | Spacewatch             |
| 395406 | 2011 SU133             | 23 de setembre de 2000 | Anderson Mesa        | LONEOS                 |
| 395407 | 2011 SG138             | 12 de setembre de 2001 | Kitt Peak            | Spacewatch             |
| 395408 | 2011 SF140             | 1 de març de 2009      | Kitt Peak            | Spacewatch             |
| 395409 | 2011 SC149             | 1 de febrer de 2009    | Kitt Peak            | Spacewatch             |
| 395410 | 2011 SA158             | 21 de març de 2009     | Kitt Peak            | Spacewatch             |
| 395411 | 2011 SU159             | 30 de setembre de 2006 | Mount Lemmon         | Mt. Lemmon Survey      |
| 395412 | 2011 SC163             | 23 de setembre de 2011 | Kitt Peak            | Spacewatch             |
| 395413 | 2011 SE163             | 23 de setembre de 2011 | Kitt Peak            | Spacewatch             |
| 395414 | 2011 SP166             | 26 de setembre de 2011 | Mount Lemmon         | Mt. Lemmon Survey      |
| 395415 | 2011 SU170             | 28 de setembre de 2011 | Mount Lemmon         | Mt. Lemmon Survey      |
| 395416 | 2011 SA172             | 20 de febrer de 2009   | Kitt Peak            | Spacewatch             |
| 395417 | 2011 SD174             | 20 de juny de 2007     | Kitt Peak            | Spacewatch             |
| 395418 | 2011 SM179             | 1 d'octubre de 2000    | Socorro              | LINEAR                 |
| 395419 | 2011 SA183             | 16 de març de 2004     | Kitt Peak            | Spacewatch             |
| 395420 | 2011 SB185             | 25 de novembre de 2006 | Mount Lemmon         | Mt. Lemmon Survey      |
| 395421 | 2011 SH185             | 4 de febrer de 2009    | Kitt Peak            | Spacewatch             |
| 395422 | 2011 ST185             | 18 de setembre de 2011 | Mount Lemmon         | Mt. Lemmon Survey      |
| 395423 | 2011 SY187             | 9 de novembre de 2007  | Kitt Peak            | Spacewatch             |
| 395424 | 2011 SA191             | 11 de maig de 2005     | Catalina             | CSS                    |
| 395425 | 2011 SS191             | 16 de febrer de 2009   | Kitt Peak            | Spacewatch             |
| 395426 | 2011 SL195             | 4 d'octubre de 2007    | Mount Lemmon         | Mt. Lemmon Survey      |
| 395427 | 2011 SA197             | 10 d'octubre de 2007   | Mount Lemmon         | Mt. Lemmon Survey      |
| 395428 | 2011 SE205             | 20 de setembre de 2011 | Kitt Peak            | Spacewatch             |
| 395429 | 2011 SJ209             | 10 de març de 2005     | Mount Lemmon         | Mt. Lemmon Survey      |
| 395430 | 2011 SU209             | 29 de gener de 2009    | Mount Lemmon         | Mt. Lemmon Survey      |
| 395431 | 2011 SH211             | 11 de març de 2008     | Kitt Peak            | Spacewatch             |
| 395432 | 2011 SS212             | 28 d'agost de 2011     | Siding Spring        | Siding Spring Survey   |
| 395433 | 2011 SV212             | 22 de desembre de 2008 | Mount Lemmon         | Mt. Lemmon Survey      |
| 395434 | 2011 SY214             | 8 de setembre de 2011  | Kitt Peak            | Spacewatch             |
| 395435 | 2011 SP215             | 2 d'octubre de 2000    | Kitt Peak            | Spacewatch             |
| 395436 | 2011 SX216             | 9 d'octubre de 2004    | Kitt Peak            | Spacewatch             |
| 395437 | 2011 ST218             | 17 d'octubre de 2007   | Anderson Mesa        | LONEOS                 |
| 395438 | 2011 SR224             | 21 d'agost de 2006     | Kitt Peak            | Spacewatch             |
| 395439 | 2011 SO226             | 29 de setembre de 2011 | Mount Lemmon         | Mt. Lemmon Survey      |
| 395440 | 2011 SS226             | 22 de setembre de 2011 | Kitt Peak            | Spacewatch             |
| 395441 | 2011 SG229             | 19 de novembre de 2006 | Kitt Peak            | Spacewatch             |
| 395442 | 2011 SC250             | 8 de setembre de 2011  | Kitt Peak            | Spacewatch             |
| 395443 | 2011 SF250             | 28 de setembre de 2011 | Mount Lemmon         | Mt. Lemmon Survey      |
| 395444 | 2011 SN250             | 7 d'octubre de 2004    | Socorro              | LINEAR                 |
| 395445 | 2011 SC253             | 8 de setembre de 2011  | Kitt Peak            | Spacewatch             |
| 395446 | 2011 SE254             | 15 d'octubre de 2007   | Kitt Peak            | Spacewatch             |
| 395447 | 2011 SC256             | 6 d'octubre de 2007    | Kitt Peak            | Spacewatch             |
| 395448 | 2011 SD258             | 23 de setembre de 2000 | Anderson Mesa        | LONEOS                 |
| 395449 | 2011 SL259             | 8 de març de 2005      | Mount Lemmon         | Mt. Lemmon Survey      |
| 395450 | 2011 SL260             | 1 de juny de 2005      | Kitt Peak            | Spacewatch             |
| 395451 | 2011 SJ261             | 15 de gener de 2008    | Kitt Peak            | Spacewatch             |
| 395452 | 2011 SM261             | 19 de novembre de 2007 | Kitt Peak            | Spacewatch             |
| 395453 | 2011 SC265             | 12 d'abril de 2005     | Mount Lemmon         | Mt. Lemmon Survey      |
| 395454 | 2011 SW268             | 26 de març de 2009     | Kitt Peak            | Spacewatch             |
| 395455 | 2011 SE272             | 11 d'octubre de 2004   | Kitt Peak            | Spacewatch             |
| 395456 | 2011 SY272             | 4 d'octubre de 2004    | Kitt Peak            | Spacewatch             |
| 395457 | 2011 SP273             | 19 de setembre de 2006 | Anderson Mesa        | LONEOS                 |
| 395458 | 2011 SA274             | 13 d'agost de 2007     | Anderson Mesa        | LONEOS                 |
| 395459 | 2011 SO274             | 16 d'agost de 2007     | XuYi                 | PMO NEO Survey Program |
| 395460 | 2011 SZ274             | 10 d'agost de 2007     | Kitt Peak            | Spacewatch             |
| 395461 | 2011 TT                | 14 de setembre de 2007 | Kitt Peak            | Spacewatch             |
| 395462 | 2011 TG5               | 17 de novembre de 2006 | Kitt Peak            | Spacewatch             |
| 395463 | 2011 TP7               | 15 de desembre de 2007 | Kitt Peak            | Spacewatch             |
| 395464 | 2011 TB13              | 4 de setembre de 2007  | Catalina             | CSS                    |
| 395465 | 2011 TQ13              | 20 de setembre de 2011 | Kitt Peak            | Spacewatch             |
| 395466 | 2011 US1               | 28 de febrer de 2008   | Kitt Peak            | Spacewatch             |
| 395467 | 2011 UX9               | 30 d'abril de 2006     | Kitt Peak            | Spacewatch             |
| 395468 | 2011 UH13              | 20 de febrer de 2009   | Kitt Peak            | Spacewatch             |
| 395469 | 2011 UY16              | 19 de setembre de 2006 | Kitt Peak            | Spacewatch             |
| 395470 | 2011 UD17              | 23 de novembre de 2006 | Kitt Peak            | Spacewatch             |
| 395471 | 2011 UB26              | 6 d'octubre de 2000    | Kitt Peak            | Spacewatch             |
| 395472 | 2011 UK27              | 8 de febrer de 2008    | Kitt Peak            | Spacewatch             |
| 395473 | 2011 UN29              | 2 de novembre de 2006  | Mount Lemmon         | Mt. Lemmon Survey      |
| 395474 | 2011 UG33              | 27 de març de 1995     | Kitt Peak            | Spacewatch             |
| 395475 | 2011 UH33              | 28 d'agost de 2006     | Catalina             | CSS                    |
| 395476 | 2011 UW35              | 1 de març de 2010      | WISE                 | WISE                   |
| 395477 | 2011 UJ36              | 30 d'abril de 2009     | Kitt Peak            | Spacewatch             |
| 395478 | 2011 UO41              | 24 de febrer de 2009   | Kitt Peak            | Spacewatch             |
| 395479 | 2011 UP48              | 3 de novembre de 2007  | Kitt Peak            | Spacewatch             |
| 395480 | 2011 UD49              | 12 d'octubre de 2006   | Kitt Peak            | Spacewatch             |
| 395481 | 2011 UW50              | 1 d'octubre de 2005    | Catalina             | CSS                    |
| 395482 | 2011 UM51              | 9 de maig de 2006      | Mount Lemmon         | Mt. Lemmon Survey      |
| 395483 | 2011 UH55              | 24 de setembre de 2005 | Kitt Peak            | Spacewatch             |
| 395484 | 2011 UW55              | 18 d'octubre de 2011   | Kitt Peak            | Spacewatch             |
| 395485 | 2011 UX55              | 20 de novembre de 2006 | Kitt Peak            | Spacewatch             |
| 395486 | 2011 UJ64              | 18 d'octubre de 2011   | XuYi                 | PMO NEO Survey Program |
| 395487 | 2011 UR72              | 18 de desembre de 2003 | Socorro              | LINEAR                 |
| 395488 | 2011 UX73              | 31 de maig de 2006     | Mount Lemmon         | Mt. Lemmon Survey      |
| 395489 | 2011 US79              | 9 d'octubre de 1993    | Kitt Peak            | Spacewatch             |
| 395490 | 2011 US80              | 28 de maig de 2009     | Mount Lemmon         | Mt. Lemmon Survey      |
| 395491 | 2011 UP81              | 4 de novembre de 2010  | Mount Lemmon         | Mt. Lemmon Survey      |
| 395492 | 2011 UX86              | 4 de setembre de 2010  | Mount Lemmon         | Mt. Lemmon Survey      |
| 395493 | 2011 UC87              | 20 de setembre de 2011 | Kitt Peak            | Spacewatch             |
| 395494 | 2011 US87              | 4 de novembre de 2005  | Mount Lemmon         | Mt. Lemmon Survey      |
| 395495 | 2011 UE89              | 21 d'octubre de 2011   | Mount Lemmon         | Mt. Lemmon Survey      |
| 395496 | 2011 UL89              | 30 d'octubre de 2005   | Catalina             | CSS                    |
| 395497 | 2011 UV89              | 16 de novembre de 2006 | Kitt Peak            | Spacewatch             |
| 395498 | 2011 UX90              | 8 d'octubre de 2007    | Catalina             | CSS                    |
| 395499 | 2011 UJ93              | 15 de setembre de 2006 | Kitt Peak            | Spacewatch             |
| 395500 | 2011 UZ94              | 26 de setembre de 2006 | Mount Lemmon         | Mt. Lemmon Survey      |

## 395501-395600
| Nom    | Designació provisional | Data de descobriment   | Lloc de descobriment | Descobridor/s          |
| ------ | ---------------------- | ---------------------- | -------------------- | ---------------------- |
| 395501 | 2011 UX96              | 22 d'octubre de 2006   | Kitt Peak            | Spacewatch             |
| 395502 | 2011 UX99              | 20 d'octubre de 2011   | Kitt Peak            | Spacewatch             |
| 395503 | 2011 UQ102             | 19 de maig de 2010     | WISE                 | WISE                   |
| 395504 | 2011 US102             | 20 d'octubre de 2011   | Kitt Peak            | Spacewatch             |
| 395505 | 2011 UF114             | 20 de desembre de 2001 | Kitt Peak            | Spacewatch             |
| 395506 | 2011 UM114             | 23 de novembre de 1997 | Kitt Peak            | Spacewatch             |
| 395507 | 2011 US118             | 25 de setembre de 2006 | Kitt Peak            | Spacewatch             |
| 395508 | 2011 UM120             | 21 de setembre de 2011 | Kitt Peak            | Spacewatch             |
| 395509 | 2011 UL121             | 13 d'agost de 2007     | XuYi                 | PMO NEO Survey Program |
| 395510 | 2011 UJ123             | 8 de novembre de 2007  | Kitt Peak            | Spacewatch             |
| 395511 | 2011 UX123             | 8 d'octubre de 2007    | Mount Lemmon         | Mt. Lemmon Survey      |
| 395512 | 2011 UY123             | 26 de setembre de 2011 | Kitt Peak            | Spacewatch             |
| 395513 | 2011 UZ124             | 1 de maig de 2006      | Kitt Peak            | Spacewatch             |
| 395514 | 2011 UM126             | 24 de febrer de 2009   | Kitt Peak            | Spacewatch             |
| 395515 | 2011 UN128             | 16 d'agost de 2007     | XuYi                 | PMO NEO Survey Program |
| 395516 | 2011 UC129             | 20 d'octubre de 2011   | Kitt Peak            | Spacewatch             |
| 395517 | 2011 UJ133             | 5 de juliol de 2010    | Mount Lemmon         | Mt. Lemmon Survey      |
| 395518 | 2011 UR133             | 20 de setembre de 2011 | Mount Lemmon         | Mt. Lemmon Survey      |
| 395519 | 2011 UY133             | 8 de novembre de 2007  | Mount Lemmon         | Mt. Lemmon Survey      |
| 395520 | 2011 UJ134             | 17 de maig de 2010     | WISE                 | WISE                   |
| 395521 | 2011 UA136             | 11 de novembre de 2002 | Kitt Peak            | Spacewatch             |
| 395522 | 2011 UB136             | 6 de març de 2008      | Mount Lemmon         | Mt. Lemmon Survey      |
| 395523 | 2011 UP136             | 29 de setembre de 2005 | Kitt Peak            | Spacewatch             |
| 395524 | 2011 UY137             | 28 de maig de 2009     | Mount Lemmon         | Mt. Lemmon Survey      |
| 395525 | 2011 UF139             | 17 de novembre de 2006 | Kitt Peak            | Spacewatch             |
| 395526 | 2011 UZ139             | 5 d'octubre de 2000    | Prescott             | P. G. Comba            |
| 395527 | 2011 UY141             | 15 d'octubre de 2007   | Mount Lemmon         | Mt. Lemmon Survey      |
| 395528 | 2011 UW142             | 25 de setembre de 2006 | Anderson Mesa        | LONEOS                 |
| 395529 | 2011 UC143             | 27 d'octubre de 2005   | Mount Lemmon         | Mt. Lemmon Survey      |
| 395530 | 2011 UE146             | 20 d'abril de 1993     | Kitt Peak            | Spacewatch             |
| 395531 | 2011 UE148             | 12 de novembre de 2006 | Mount Lemmon         | Mt. Lemmon Survey      |
| 395532 | 2011 UW148             | 26 d'abril de 2003     | Kitt Peak            | Spacewatch             |
| 395533 | 2011 UU149             | 18 d'octubre de 2011   | Kitt Peak            | Spacewatch             |
| 395534 | 2011 UW154             | 19 de novembre de 2006 | Kitt Peak            | Spacewatch             |
| 395535 | 2011 UM155             | 26 de setembre de 2000 | Anderson Mesa        | LONEOS                 |
| 395536 | 2011 UB157             | 5 de desembre de 2007  | Mount Lemmon         | Mt. Lemmon Survey      |
| 395537 | 2011 UB158             | 19 d'abril de 2009     | Mount Lemmon         | Mt. Lemmon Survey      |
| 395538 | 2011 UZ158             | 19 de novembre de 2007 | Mount Lemmon         | Mt. Lemmon Survey      |
| 395539 | 2011 UO160             | 15 de maig de 2005     | Mount Lemmon         | Mt. Lemmon Survey      |
| 395540 | 2011 UC161             | 23 de maig de 2010     | WISE                 | WISE                   |
| 395541 | 2011 UK161             | 3 de març de 2008      | Mount Lemmon         | Mt. Lemmon Survey      |
| 395542 | 2011 UV167             | 7 de maig de 2010      | Mount Lemmon         | Mt. Lemmon Survey      |
| 395543 | 2011 UG168             | 13 de març de 2010     | Kitt Peak            | Spacewatch             |
| 395544 | 2011 UJ170             | 5 d'octubre de 1996    | Kitt Peak            | Spacewatch             |
| 395545 | 2011 UX172             | 20 de desembre de 2007 | Mount Lemmon         | Mt. Lemmon Survey      |
| 395546 | 2011 UR177             | 1 de maig de 2009      | Mount Lemmon         | Mt. Lemmon Survey      |
| 395547 | 2011 UE178             | 24 d'abril de 2006     | Kitt Peak            | Spacewatch             |
| 395548 | 2011 UT181             | 15 de setembre de 2006 | Kitt Peak            | Spacewatch             |
| 395549 | 2011 UD185             | 1 de març de 2009      | Kitt Peak            | Spacewatch             |
| 395550 | 2011 UE188             | 16 de març de 2005     | Mount Lemmon         | Mt. Lemmon Survey      |
| 395551 | 2011 UQ191             | 1 d'octubre de 2011    | Kitt Peak            | Spacewatch             |
| 395552 | 2011 UF193             | 4 d'octubre de 2002    | Socorro              | LINEAR                 |
| 395553 | 2011 UC194             | 14 de novembre de 2006 | Mount Lemmon         | Mt. Lemmon Survey      |
| 395554 | 2011 UK195             | 13 de gener de 2004    | Kitt Peak            | Spacewatch             |
| 395555 | 2011 UT196             | 29 de setembre de 2011 | Mount Lemmon         | Mt. Lemmon Survey      |
| 395556 | 2011 UT198             | 25 d'octubre de 2011   | Kitt Peak            | Spacewatch             |
| 395557 | 2011 UH205             | 21 de setembre de 2004 | Anderson Mesa        | LONEOS                 |
| 395558 | 2011 UW205             | 29 de desembre de 2008 | Mount Lemmon         | Mt. Lemmon Survey      |
| 395559 | 2011 UO210             | 29 d'agost de 2006     | Kitt Peak            | Spacewatch             |
| 395560 | 2011 UU210             | 21 d'octubre de 2006   | Kitt Peak            | Spacewatch             |
| 395561 | 2011 UC211             | 28 d'agost de 2006     | Kitt Peak            | Spacewatch             |
| 395562 | 2011 UF216             | 23 de setembre de 2011 | Kitt Peak            | Spacewatch             |
| 395563 | 2011 UT219             | 22 de març de 2009     | Catalina             | CSS                    |
| 395564 | 2011 UJ222             | 10 de març de 2005     | Mount Lemmon         | Mt. Lemmon Survey      |
| 395565 | 2011 UH226             | 6 de març de 2008      | Mount Lemmon         | Mt. Lemmon Survey      |
| 395566 | 2011 UZ232             | 29 de març de 2009     | Kitt Peak            | Spacewatch             |
| 395567 | 2011 US243             | 22 d'octubre de 2011   | Kitt Peak            | Spacewatch             |
| 395568 | 2011 UQ244             | 28 de setembre de 2011 | Mount Lemmon         | Mt. Lemmon Survey      |
| 395569 | 2011 UZ244             | 27 de juny de 2005     | Kitt Peak            | Spacewatch             |
| 395570 | 2011 UE247             | 24 de setembre de 2006 | Anderson Mesa        | LONEOS                 |
| 395571 | 2011 UW248             | 24 de setembre de 2011 | Mount Lemmon         | Mt. Lemmon Survey      |
| 395572 | 2011 UO250             | 21 d'abril de 2009     | Kitt Peak            | Spacewatch             |
| 395573 | 2011 UT250             | 5 de desembre de 2007  | Kitt Peak            | Spacewatch             |
| 395574 | 2011 UV250             | 26 de setembre de 2006 | Catalina             | CSS                    |
| 395575 | 2011 UP251             | 2 de maig de 2003      | Kitt Peak            | Spacewatch             |
| 395576 | 2011 UV251             | 29 d'octubre de 2000   | Kitt Peak            | Spacewatch             |
| 395577 | 2011 UH255             | 20 de maig de 2010     | WISE                 | WISE                   |
| 395578 | 2011 UF259             | 10 de novembre de 2006 | Kitt Peak            | Spacewatch             |
| 395579 | 2011 UU259             | 28 d'octubre de 2005   | Mount Lemmon         | Mt. Lemmon Survey      |
| 395580 | 2011 UX259             | 10 de novembre de 2006 | Kitt Peak            | Spacewatch             |
| 395581 | 2011 UY260             | 24 de setembre de 2011 | Mount Lemmon         | Mt. Lemmon Survey      |
| 395582 | 2011 UR267             | 24 de setembre de 1998 | Anderson Mesa        | LONEOS                 |
| 395583 | 2011 UR270             | 14 de desembre de 2006 | Kitt Peak            | Spacewatch             |
| 395584 | 2011 UR282             | 19 de maig de 2010     | WISE                 | WISE                   |
| 395585 | 2011 UT282             | 15 de setembre de 2006 | Kitt Peak            | Spacewatch             |
| 395586 | 2011 UL284             | 22 de març de 2001     | Kitt Peak            | Spacewatch             |
| 395587 | 2011 UP284             | 5 de novembre de 2007  | Kitt Peak            | Spacewatch             |
| 395588 | 2011 UR292             | 20 de setembre de 2003 | Campo Imperatore     | CINEOS                 |
| 395589 | 2011 UT298             | 29 de setembre de 2011 | Mount Lemmon         | Mt. Lemmon Survey      |
| 395590 | 2011 UR299             | 8 de novembre de 2007  | Kitt Peak            | Spacewatch             |
| 395591 | 2011 UB306             | 7 de novembre de 2007  | Mount Lemmon         | Mt. Lemmon Survey      |
| 395592 | 2011 UT314             | 28 de setembre de 2006 | Kitt Peak            | Spacewatch             |
| 395593 | 2011 UW315             | 1 de novembre de 2006  | Mount Lemmon         | Mt. Lemmon Survey      |
| 395594 | 2011 UK317             | 18 de setembre de 2006 | Kitt Peak            | Spacewatch             |
| 395595 | 2011 UF320             | 15 de maig de 2005     | Mount Lemmon         | Mt. Lemmon Survey      |
| 395596 | 2011 UU322             | 25 d'octubre de 2000   | Socorro              | LINEAR                 |
| 395597 | 2011 UT323             | 8 de juny de 2005      | Kitt Peak            | Spacewatch             |
| 395598 | 2011 US324             | 8 d'octubre de 2007    | Kitt Peak            | Spacewatch             |
| 395599 | 2011 UH325             | 19 d'agost de 2006     | Kitt Peak            | Spacewatch             |
| 395600 | 2011 UW325             | 29 de març de 2008     | Catalina             | CSS                    |

## 395601-395700
| Nom    | Designació provisional | Data de descobriment   | Lloc de descobriment | Descobridor/s        |
| ------ | ---------------------- | ---------------------- | -------------------- | -------------------- |
| 395601 | 2011 UU326             | 17 d'octubre de 2006   | Kitt Peak            | Spacewatch           |
| 395602 | 2011 UZ326             | 15 de desembre de 2006 | Kitt Peak            | Spacewatch           |
| 395603 | 2011 UG327             | 2 de febrer de 2008    | Kitt Peak            | Spacewatch           |
| 395604 | 2011 UD328             | 16 de novembre de 1998 | Kitt Peak            | Spacewatch           |
| 395605 | 2011 UV329             | 19 d'agost de 2006     | Kitt Peak            | Spacewatch           |
| 395606 | 2011 UB338             | 26 de setembre de 2011 | Kitt Peak            | Spacewatch           |
| 395607 | 2011 UT349             | 27 de setembre de 2000 | Kitt Peak            | Spacewatch           |
| 395608 | 2011 UM358             | 19 de juliol de 2007   | Siding Spring        | Siding Spring Survey |
| 395609 | 2011 UA359             | 1 d'octubre de 2011    | Mount Lemmon         | Mt. Lemmon Survey    |
| 395610 | 2011 UH362             | 24 de maig de 2010     | WISE                 | WISE                 |
| 395611 | 2011 UA363             | 27 d'agost de 2006     | Kitt Peak            | Spacewatch           |
| 395612 | 2011 UR363             | 19 de novembre de 2007 | Mount Lemmon         | Mt. Lemmon Survey    |
| 395613 | 2011 UD369             | 22 d'octubre de 2011   | Kitt Peak            | Spacewatch           |
| 395614 | 2011 UW373             | 19 d'agost de 2006     | Kitt Peak            | Spacewatch           |
| 395615 | 2011 UW378             | 6 de febrer de 2008    | Catalina             | CSS                  |
| 395616 | 2011 UJ379             | 27 d'abril de 2009     | Mount Lemmon         | Mt. Lemmon Survey    |
| 395617 | 2011 UV379             | 29 d'abril de 2009     | Mount Lemmon         | Mt. Lemmon Survey    |
| 395618 | 2011 UW383             | 29 de febrer de 2008   | Mount Lemmon         | Mt. Lemmon Survey    |
| 395619 | 2011 UO384             | 4 d'octubre de 1994    | Kitt Peak            | Spacewatch           |
| 395620 | 2011 UC387             | 3 de març de 2008      | Catalina             | CSS                  |
| 395621 | 2011 UE387             | 30 d'abril de 2009     | Mount Lemmon         | Mt. Lemmon Survey    |
| 395622 | 2011 UL388             | 13 de desembre de 2006 | Kitt Peak            | Spacewatch           |
| 395623 | 2011 UQ390             | 4 de juliol de 2005    | Mount Lemmon         | Mt. Lemmon Survey    |
| 395624 | 2011 UZ390             | 9 de desembre de 2006  | Kitt Peak            | Spacewatch           |
| 395625 | 2011 UH392             | 4 d'abril de 2003      | Kitt Peak            | Spacewatch           |
| 395626 | 2011 UU393             | 4 d'abril de 2005      | Catalina             | CSS                  |
| 395627 | 2011 UB402             | 9 de setembre de 2007  | Mount Lemmon         | Mt. Lemmon Survey    |
| 395628 | 2011 VG1               | 20 de gener de 2008    | Kitt Peak            | Spacewatch           |
| 395629 | 2011 VZ11              | 24 de maig de 2010     | WISE                 | WISE                 |
| 395630 | 2011 VM12              | 7 d'octubre de 2005    | Mount Lemmon         | Mt. Lemmon Survey    |
| 395631 | 2011 VL14              | 7 de maig de 2010      | Mount Lemmon         | Mt. Lemmon Survey    |
| 395632 | 2011 VY17              | 3 de maig de 2005      | Kitt Peak            | Spacewatch           |
| 395633 | 2011 VM20              | 15 de novembre de 1995 | Kitt Peak            | Spacewatch           |
| 395634 | 2011 WY11              | 11 de maig de 2010     | WISE                 | WISE                 |
| 395635 | 2011 WC12              | 14 de novembre de 1995 | Kitt Peak            | Spacewatch           |
| 395636 | 2011 WJ13              | 28 d'agost de 2006     | Siding Spring        | Siding Spring Survey |
| 395637 | 2011 WS22              | 28 de febrer de 2008   | Mount Lemmon         | Mt. Lemmon Survey    |
| 395638 | 2011 WU24              | 30 de setembre de 2006 | Mount Lemmon         | Mt. Lemmon Survey    |
| 395639 | 2011 WG26              | 30 de gener de 2008    | Mount Lemmon         | Mt. Lemmon Survey    |
| 395640 | 2011 WT29              | 21 d'octubre de 2006   | Kitt Peak            | Spacewatch           |
| 395641 | 2011 WT30              | 17 d'abril de 2005     | Kitt Peak            | Spacewatch           |
| 395642 | 2011 WE33              | 8 de gener de 2002     | Kitt Peak            | Spacewatch           |
| 395643 | 2011 WY33              | 16 de novembre de 2006 | Kitt Peak            | Spacewatch           |
| 395644 | 2011 WC36              | 12 de març de 2002     | Kitt Peak            | Spacewatch           |
| 395645 | 2011 WF36              | 24 d'octubre de 2000   | Socorro              | LINEAR               |
| 395646 | 2011 WR37              | 22 de novembre de 1997 | Kitt Peak            | Spacewatch           |
| 395647 | 2011 WT37              | 2 d'octubre de 2006    | Mount Lemmon         | Mt. Lemmon Survey    |
| 395648 | 2011 WE42              | 21 de maig de 2010     | WISE                 | WISE                 |
| 395649 | 2011 WL42              | 25 de setembre de 2005 | Kitt Peak            | Spacewatch           |
| 395650 | 2011 WB47              | 1 de març de 2008      | Kitt Peak            | Spacewatch           |
| 395651 | 2011 WY48              | 17 de juny de 2010     | Mount Lemmon         | Mt. Lemmon Survey    |
| 395652 | 2011 WH50              | 17 de desembre de 2003 | Kitt Peak            | Spacewatch           |
| 395653 | 2011 WN50              | 25 de setembre de 2006 | Catalina             | CSS                  |
| 395654 | 2011 WN51              | 31 de maig de 2010     | WISE                 | WISE                 |
| 395655 | 2011 WZ53              | 15 d'octubre de 2007   | Mount Lemmon         | Mt. Lemmon Survey    |
| 395656 | 2011 WR57              | 4 de març de 2008      | Kitt Peak            | Spacewatch           |
| 395657 | 2011 WD68              | 20 de desembre de 2006 | Mount Lemmon         | Mt. Lemmon Survey    |
| 395658 | 2011 WC70              | 8 de novembre de 2005  | Socorro              | LINEAR               |
| 395659 | 2011 WO78              | 9 de novembre de 2005  | Catalina             | CSS                  |
| 395660 | 2011 WT79              | 16 de novembre de 2006 | Kitt Peak            | Spacewatch           |
| 395661 | 2011 WZ79              | 18 d'octubre de 2006   | Kitt Peak            | Spacewatch           |
| 395662 | 2011 WE80              | 1 de març de 2008      | Kitt Peak            | Spacewatch           |
| 395663 | 2011 WX81              | 1 d'abril de 2005      | Kitt Peak            | Spacewatch           |
| 395664 | 2011 WW84              | 30 d'agost de 2005     | Kitt Peak            | Spacewatch           |
| 395665 | 2011 WV89              | 18 de febrer de 2008   | Mount Lemmon         | Mt. Lemmon Survey    |
| 395666 | 2011 WQ92              | 3 d'octubre de 2005    | Catalina             | CSS                  |
| 395667 | 2011 WC95              | 8 de març de 2008      | Kitt Peak            | Spacewatch           |
| 395668 | 2011 WK99              | 17 de setembre de 2006 | Kitt Peak            | Spacewatch           |
| 395669 | 2011 WO100             | 18 de novembre de 2011 | Mount Lemmon         | Mt. Lemmon Survey    |
| 395670 | 2011 WW102             | 5 de març de 1997      | Kitt Peak            | Spacewatch           |
| 395671 | 2011 WA113             | 2 d'octubre de 2005    | Siding Spring        | Siding Spring Survey |
| 395672 | 2011 WD117             | 8 de maig de 2005      | Kitt Peak            | Spacewatch           |
| 395673 | 2011 WE120             | 22 de desembre de 2006 | Kitt Peak            | Spacewatch           |
| 395674 | 2011 WZ120             | 17 de setembre de 2006 | Anderson Mesa        | LONEOS               |
| 395675 | 2011 WF121             | 1 de gener de 2008     | Kitt Peak            | Spacewatch           |
| 395676 | 2011 WX122             | 13 de desembre de 2006 | Mount Lemmon         | Mt. Lemmon Survey    |
| 395677 | 2011 WO126             | 6 de març de 2008      | Mount Lemmon         | Mt. Lemmon Survey    |
| 395678 | 2011 WR127             | 18 de març de 2009     | Kitt Peak            | Spacewatch           |
| 395679 | 2011 WD133             | 1 de març de 2009      | Kitt Peak            | Spacewatch           |
| 395680 | 2011 WW143             | 13 de desembre de 2006 | Kitt Peak            | Spacewatch           |
| 395681 | 2011 WE145             | 7 d'octubre de 2005    | Mount Lemmon         | Mt. Lemmon Survey    |
| 395682 | 2011 WM146             | 4 d'abril de 2003      | Kitt Peak            | Spacewatch           |
| 395683 | 2011 WV146             | 15 de maig de 2009     | Kitt Peak            | Spacewatch           |
| 395684 | 2011 WO153             | 23 de setembre de 2005 | Kitt Peak            | Spacewatch           |
| 395685 | 2011 YQ                | 18 de maig de 2010     | WISE                 | WISE                 |
| 395686 | 2011 YB2               | 11 de novembre de 1999 | Kitt Peak            | Spacewatch           |
| 395687 | 2011 YS2               | 30 d'octubre de 2005   | Kitt Peak            | Spacewatch           |
| 395688 | 2011 YG21              | 31 de juliol de 2010   | WISE                 | WISE                 |
| 395689 | 2011 YS22              | 1 de desembre de 2005  | Kitt Peak            | Spacewatch           |
| 395690 | 2011 YL52              | 7 d'octubre de 2005    | Catalina             | CSS                  |
| 395691 | 2011 YE59              | 14 de juliol de 2010   | WISE                 | WISE                 |
| 395692 | 2012 AF1               | 12 de novembre de 2010 | Mount Lemmon         | Mt. Lemmon Survey    |
| 395693 | 2012 AM11              | 2 de juliol de 2010    | WISE                 | WISE                 |
| 395694 | 2012 AQ13              | 29 d'octubre de 2010   | Mount Lemmon         | Mt. Lemmon Survey    |
| 395695 | 2012 AW21              | 22 d'octubre de 2009   | Mount Lemmon         | Mt. Lemmon Survey    |
| 395696 | 2012 BB27              | 15 de novembre de 2009 | Catalina             | CSS                  |
| 395697 | 2012 BE127             | 26 de desembre de 2005 | Kitt Peak            | Spacewatch           |
| 395698 | 2012 BO129             | 8 de gener de 2002     | Socorro              | LINEAR               |
| 395699 | 2012 GN12              | 1 de gener de 2008     | Kitt Peak            | Spacewatch           |
| 395700 | 2012 OM5               | 24 de novembre de 2003 | Socorro              | LINEAR               |

## 395701-395800
| Nom    | Designació provisional | Data de descobriment   | Lloc de descobriment | Descobridor/s        |
| ------ | ---------------------- | ---------------------- | -------------------- | -------------------- |
| 395701 | 2012 RC22              | 30 de setembre de 2008 | Mount Lemmon         | Mt. Lemmon Survey    |
| 395702 | 2012 RY26              | 10 d'octubre de 1999   | Socorro              | LINEAR               |
| 395703 | 2012 SB                | 3 d'octubre de 1999    | Catalina             | CSS                  |
| 395704 | 2012 SE55              | 26 de març de 2007     | Kitt Peak            | Spacewatch           |
| 395705 | 2012 SY56              | 10 de maig de 2007     | Mount Lemmon         | Mt. Lemmon Survey    |
| 395706 | 2012 SO59              | 30 d'agost de 2008     | Socorro              | LINEAR               |
| 395707 | 2012 TB5               | 14 de setembre de 2004 | Socorro              | LINEAR               |
| 395708 | 2012 TE33              | 23 de novembre de 2008 | Catalina             | CSS                  |
| 395709 | 2012 TP79              | 12 de novembre de 1999 | Socorro              | LINEAR               |
| 395710 | 2012 TJ82              | 30 de juliol de 2008   | Catalina             | CSS                  |
| 395711 | 2012 TQ98              | 9 de març de 2005      | Kitt Peak            | Spacewatch           |
| 395712 | 2012 TZ131             | 29 de setembre de 2008 | Mount Lemmon         | Mt. Lemmon Survey    |
| 395713 | 2012 TA150             | 16 de març de 2004     | Kitt Peak            | Spacewatch           |
| 395714 | 2012 TL161             | 6 de desembre de 2002  | Socorro              | LINEAR               |
| 395715 | 2012 TF169             | 27 d'abril de 1998     | Kitt Peak            | Spacewatch           |
| 395716 | 2012 TT174             | 25 de setembre de 2005 | Kitt Peak            | Spacewatch           |
| 395717 | 2012 TV196             | 8 de novembre de 2009  | Mount Lemmon         | Mt. Lemmon Survey    |
| 395718 | 2012 TR209             | 4 de desembre de 2008  | Kitt Peak            | Spacewatch           |
| 395719 | 2012 TZ270             | 17 de gener de 2005    | Kitt Peak            | Spacewatch           |
| 395720 | 2012 TE295             | 20 de novembre de 2001 | Socorro              | LINEAR               |
| 395721 | 2012 TP304             | 14 d'abril de 2010     | Mount Lemmon         | Mt. Lemmon Survey    |
| 395722 | 2012 TE311             | 17 de març de 2004     | Kitt Peak            | Spacewatch           |
| 395723 | 2012 TZ321             | 11 de juny de 2011     | Mount Lemmon         | Mt. Lemmon Survey    |
| 395724 | 2012 UZ18              | 15 d'abril de 2008     | Mount Lemmon         | Mt. Lemmon Survey    |
| 395725 | 2012 UB31              | 18 de març de 2010     | Mount Lemmon         | Mt. Lemmon Survey    |
| 395726 | 2012 UA33              | 12 de març de 2007     | Mount Lemmon         | Mt. Lemmon Survey    |
| 395727 | 2012 UG41              | 15 de setembre de 2012 | Kitt Peak            | Spacewatch           |
| 395728 | 2012 UN41              | 27 de febrer de 2007   | Kitt Peak            | Spacewatch           |
| 395729 | 2012 UU43              | 19 de novembre de 2003 | Kitt Peak            | Spacewatch           |
| 395730 | 2012 UY44              | 29 de setembre de 2008 | Mount Lemmon         | Mt. Lemmon Survey    |
| 395731 | 2012 UA48              | 10 de març de 2005     | Catalina             | CSS                  |
| 395732 | 2012 UX57              | 14 de desembre de 2006 | Kitt Peak            | Spacewatch           |
| 395733 | 2012 UO77              | 23 de novembre de 2008 | Catalina             | CSS                  |
| 395734 | 2012 UZ77              | 25 de novembre de 2005 | Kitt Peak            | Spacewatch           |
| 395735 | 2012 UE78              | 6 d'octubre de 2012    | Mount Lemmon         | Mt. Lemmon Survey    |
| 395736 | 2012 UX83              | 30 de desembre de 2005 | Kitt Peak            | Spacewatch           |
| 395737 | 2012 UC87              | 30 d'abril de 2011     | Mount Lemmon         | Mt. Lemmon Survey    |
| 395738 | 2012 UY89              | 31 de gener de 2006    | Kitt Peak            | Spacewatch           |
| 395739 | 2012 UC109             | 1 d'octubre de 2005    | Mount Lemmon         | Mt. Lemmon Survey    |
| 395740 | 2012 UM119             | 12 d'octubre de 2005   | Kitt Peak            | Spacewatch           |
| 395741 | 2012 UX123             | 11 de setembre de 2007 | Mount Lemmon         | Mt. Lemmon Survey    |
| 395742 | 2012 UZ123             | 18 de març de 2010     | Mount Lemmon         | Mt. Lemmon Survey    |
| 395743 | 2012 UQ125             | 10 d'octubre de 2008   | Mount Lemmon         | Mt. Lemmon Survey    |
| 395744 | 2012 UJ126             | 18 de desembre de 2003 | Kitt Peak            | Spacewatch           |
| 395745 | 2012 UJ147             | 10 de novembre de 2004 | Kitt Peak            | Spacewatch           |
| 395746 | 2012 UN152             | 20 d'octubre de 2008   | Mount Lemmon         | Mt. Lemmon Survey    |
| 395747 | 2012 UR162             | 28 de gener de 2007    | Mount Lemmon         | Mt. Lemmon Survey    |
| 395748 | 2012 UR169             | 1 de desembre de 2003  | Socorro              | LINEAR               |
| 395749 | 2012 UL172             | 16 de febrer de 2010   | Mount Lemmon         | Mt. Lemmon Survey    |
| 395750 | 2012 UP176             | 6 de desembre de 2005  | Kitt Peak            | Spacewatch           |
| 395751 | 2012 VO11              | 21 de novembre de 2005 | Kitt Peak            | Spacewatch           |
| 395752 | 2012 VP14              | 28 de febrer de 2009   | Mount Lemmon         | Mt. Lemmon Survey    |
| 395753 | 2012 VH21              | 8 de març de 2005      | Catalina             | CSS                  |
| 395754 | 2012 VA23              | 7 d'octubre de 2005    | Kitt Peak            | Spacewatch           |
| 395755 | 2012 VV23              | 25 de novembre de 2005 | Kitt Peak            | Spacewatch           |
| 395756 | 2012 VJ28              | 20 d'octubre de 2008   | Kitt Peak            | Spacewatch           |
| 395757 | 2012 VB34              | 22 d'abril de 2007     | Catalina             | CSS                  |
| 395758 | 2012 VG35              | 17 de novembre de 2009 | Mount Lemmon         | Mt. Lemmon Survey    |
| 395759 | 2012 VL35              | 7 de gener de 2005     | Campo Imperatore     | CINEOS               |
| 395760 | 2012 VY36              | 21 d'agost de 2006     | Siding Spring        | Siding Spring Survey |
| 395761 | 2012 VR39              | 3 de setembre de 2007  | Mount Lemmon         | Mt. Lemmon Survey    |
| 395762 | 2012 VS39              | 16 de novembre de 2006 | Mount Lemmon         | Mt. Lemmon Survey    |
| 395763 | 2012 VP41              | 23 de novembre de 2009 | Kitt Peak            | Spacewatch           |
| 395764 | 2012 VW42              | 29 d'agost de 2005     | Kitt Peak            | Spacewatch           |
| 395765 | 2012 VC44              | 18 de gener de 2004    | Kitt Peak            | Spacewatch           |
| 395766 | 2012 VP45              | 6 d'octubre de 2008    | Mount Lemmon         | Mt. Lemmon Survey    |
| 395767 | 2012 VH54              | 4 de setembre de 2008  | Kitt Peak            | Spacewatch           |
| 395768 | 2012 VU56              | 29 de novembre de 2005 | Kitt Peak            | Spacewatch           |
| 395769 | 2012 VT57              | 8 d'octubre de 2012    | Mount Lemmon         | Mt. Lemmon Survey    |
| 395770 | 2012 VW59              | 20 de novembre de 2009 | Mount Lemmon         | Mt. Lemmon Survey    |
| 395771 | 2012 VP60              | 19 de març de 2010     | Mount Lemmon         | Mt. Lemmon Survey    |
| 395772 | 2012 VD62              | 31 de gener de 2009    | Mount Lemmon         | Mt. Lemmon Survey    |
| 395773 | 2012 VK69              | 28 de gener de 2006    | Kitt Peak            | Spacewatch           |
| 395774 | 2012 VZ74              | 7 de juliol de 2005    | Kitt Peak            | Spacewatch           |
| 395775 | 2012 VN75              | 21 de gener de 2002    | Kitt Peak            | Spacewatch           |
| 395776 | 2012 VN77              | 8 de gener de 2006     | Mount Lemmon         | Mt. Lemmon Survey    |
| 395777 | 2012 VZ82              | 9 de març de 2005      | Catalina             | CSS                  |
| 395778 | 2012 VG88              | 7 d'octubre de 2008    | Mount Lemmon         | Mt. Lemmon Survey    |
| 395779 | 2012 VH88              | 14 de desembre de 1999 | Kitt Peak            | Spacewatch           |
| 395780 | 2012 VD89              | 7 de desembre de 1999  | Socorro              | LINEAR               |
| 395781 | 2012 VF90              | 14 de novembre de 2012 | Kitt Peak            | Spacewatch           |
| 395782 | 2012 VT92              | 20 de setembre de 2001 | Kitt Peak            | Spacewatch           |
| 395783 | 2012 VF98              | 21 d'octubre de 2003   | Kitt Peak            | Spacewatch           |
| 395784 | 2012 VS100             | 5 de novembre de 1999  | Kitt Peak            | Spacewatch           |
| 395785 | 2012 VB101             | 10 de desembre de 1998 | Kitt Peak            | Spacewatch           |
| 395786 | 2012 VB111             | 26 d'abril de 2007     | Kitt Peak            | Spacewatch           |
| 395787 | 2012 WT                | 19 d'abril de 2006     | Mount Lemmon         | Mt. Lemmon Survey    |
| 395788 | 2012 WV1               | 23 de gener de 2006    | Kitt Peak            | Spacewatch           |
| 395789 | 2012 WZ1               | 18 de desembre de 2009 | Mount Lemmon         | Mt. Lemmon Survey    |
| 395790 | 2012 WC4               | 4 de novembre de 2008  | Kitt Peak            | Spacewatch           |
| 395791 | 2012 WK7               | 15 de març de 2010     | Mount Lemmon         | Mt. Lemmon Survey    |
| 395792 | 2012 WS14              | 8 de novembre de 2008  | Mount Lemmon         | Mt. Lemmon Survey    |
| 395793 | 2012 WL17              | 9 de desembre de 2004  | Kitt Peak            | Spacewatch           |
| 395794 | 2012 WO18              | 20 d'agost de 2008     | Kitt Peak            | Spacewatch           |
| 395795 | 2012 WZ19              | 7 de maig de 2010      | Mount Lemmon         | Mt. Lemmon Survey    |
| 395796 | 2012 WT21              | 18 de novembre de 2009 | Mount Lemmon         | Mt. Lemmon Survey    |
| 395797 | 2012 WX21              | 14 de febrer de 2005   | Catalina             | CSS                  |
| 395798 | 2012 WW22              | 5 d'abril de 2010      | Kitt Peak            | Spacewatch           |
| 395799 | 2012 WD25              | 2 de febrer de 2006    | Kitt Peak            | Spacewatch           |
| 395800 | 2012 WC30              | 6 de gener de 2010     | Mount Lemmon         | Mt. Lemmon Survey    |

## 395801-395900
| Nom    | Designació provisional | Data de descobriment   | Lloc de descobriment | Descobridor/s        |
| ------ | ---------------------- | ---------------------- | -------------------- | -------------------- |
| 395801 | 2012 WC31              | 4 de gener de 2006     | Kitt Peak            | Spacewatch           |
| 395802 | 2012 WB35              | 19 d'octubre de 1999   | Kitt Peak            | Spacewatch           |
| 395803 | 2012 XT2               | 12 de desembre de 1998 | Kitt Peak            | Spacewatch           |
| 395804 | 2012 XR6               | 24 d'octubre de 2008   | Mount Lemmon         | Mt. Lemmon Survey    |
| 395805 | 2012 XW11              | 20 de novembre de 2001 | Socorro              | LINEAR               |
| 395806 | 2012 XX12              | 2 de desembre de 2004  | Socorro              | LINEAR               |
| 395807 | 2012 XD16              | 14 de setembre de 2005 | Catalina             | CSS                  |
| 395808 | 2012 XO21              | 30 de setembre de 2005 | Kitt Peak            | Spacewatch           |
| 395809 | 2012 XA24              | 18 de desembre de 2009 | Mount Lemmon         | Mt. Lemmon Survey    |
| 395810 | 2012 XV24              | 31 de maig de 2008     | Mount Lemmon         | Mt. Lemmon Survey    |
| 395811 | 2012 XT25              | 23 de setembre de 2008 | Mount Lemmon         | Mt. Lemmon Survey    |
| 395812 | 2012 XK27              | 24 de novembre de 1997 | Kitt Peak            | Spacewatch           |
| 395813 | 2012 XJ28              | 18 de novembre de 2008 | Kitt Peak            | Spacewatch           |
| 395814 | 2012 XK28              | 7 de desembre de 2005  | Kitt Peak            | Spacewatch           |
| 395815 | 2012 XQ33              | 30 de novembre de 2005 | Kitt Peak            | Spacewatch           |
| 395816 | 2012 XY36              | 25 d'abril de 2006     | Mount Lemmon         | Mt. Lemmon Survey    |
| 395817 | 2012 XJ38              | 15 d'abril de 2007     | Catalina             | CSS                  |
| 395818 | 2012 XE41              | 12 d'octubre de 2007   | Mount Lemmon         | Mt. Lemmon Survey    |
| 395819 | 2012 XD42              | 3 de desembre de 2012  | Mount Lemmon         | Mt. Lemmon Survey    |
| 395820 | 2012 XB45              | 27 d'octubre de 2005   | Kitt Peak            | Spacewatch           |
| 395821 | 2012 XB50              | 5 de novembre de 2007  | Kitt Peak            | Spacewatch           |
| 395822 | 2012 XB53              | 1 d'octubre de 2003    | Anderson Mesa        | LONEOS               |
| 395823 | 2012 XS56              | 12 de març de 2007     | Kitt Peak            | Spacewatch           |
| 395824 | 2012 XX56              | 14 de febrer de 2010   | Kitt Peak            | Spacewatch           |
| 395825 | 2012 XN62              | 13 de gener de 2002    | Socorro              | LINEAR               |
| 395826 | 2012 XN64              | 11 de maig de 2010     | Mount Lemmon         | Mt. Lemmon Survey    |
| 395827 | 2012 XU71              | 17 de desembre de 2009 | Kitt Peak            | Spacewatch           |
| 395828 | 2012 XN76              | 18 d'abril de 2007     | Kitt Peak            | Spacewatch           |
| 395829 | 2012 XD77              | 24 d'octubre de 2008   | Kitt Peak            | Spacewatch           |
| 395830 | 2012 XG78              | 11 d'abril de 2007     | Kitt Peak            | Spacewatch           |
| 395831 | 2012 XN80              | 2 d'octubre de 2008    | Catalina             | CSS                  |
| 395832 | 2012 XF84              | 29 d'agost de 2005     | Kitt Peak            | Spacewatch           |
| 395833 | 2012 XE96              | 7 d'octubre de 2004    | Socorro              | LINEAR               |
| 395834 | 2012 XO97              | 23 d'octubre de 2005   | Catalina             | CSS                  |
| 395835 | 2012 XH102             | 9 de novembre de 1999  | Socorro              | LINEAR               |
| 395836 | 2012 XU104             | 10 de maig de 2005     | Kitt Peak            | Spacewatch           |
| 395837 | 2012 XM105             | 15 de novembre de 1995 | Kitt Peak            | Spacewatch           |
| 395838 | 2012 XC106             | 3 de desembre de 2008  | Mount Lemmon         | Mt. Lemmon Survey    |
| 395839 | 2012 XC107             | 30 de novembre de 2008 | Kitt Peak            | Spacewatch           |
| 395840 | 2012 XG107             | 18 de novembre de 2007 | Mount Lemmon         | Mt. Lemmon Survey    |
| 395841 | 2012 XP107             | 30 de novembre de 2008 | Mount Lemmon         | Mt. Lemmon Survey    |
| 395842 | 2012 XN110             | 21 de desembre de 2008 | Catalina             | CSS                  |
| 395843 | 2012 XN120             | 11 de desembre de 2004 | Kitt Peak            | Spacewatch           |
| 395844 | 2012 XU135             | 2 d'abril de 2009      | Mount Lemmon         | Mt. Lemmon Survey    |
| 395845 | 2012 XN136             | 3 de desembre de 2008  | Mount Lemmon         | Mt. Lemmon Survey    |
| 395846 | 2012 XV137             | 19 de desembre de 1995 | Kitt Peak            | Spacewatch           |
| 395847 | 2012 XA141             | 21 de desembre de 2003 | Kitt Peak            | Spacewatch           |
| 395848 | 2012 XZ141             | 8 de gener de 1999     | Kitt Peak            | Spacewatch           |
| 395849 | 2012 XO143             | 1 de desembre de 2005  | Kitt Peak            | Spacewatch           |
| 395850 | 2012 XX150             | 11 de setembre de 2001 | Socorro              | LINEAR               |
| 395851 | 2012 XV152             | 30 de desembre de 2008 | Mount Lemmon         | Mt. Lemmon Survey    |
| 395852 | 2012 XF154             | 3 de febrer de 2009    | Mount Lemmon         | Mt. Lemmon Survey    |
| 395853 | 2012 YT                | 31 de desembre de 2002 | Socorro              | LINEAR               |
| 395854 | 2012 YH2               | 13 de gener de 2005    | Catalina             | CSS                  |
| 395855 | 2013 AN1               | 15 de setembre de 2006 | Kitt Peak            | Spacewatch           |
| 395856 | 2013 AY2               | 7 de febrer de 2002    | Kitt Peak            | Spacewatch           |
| 395857 | 2013 AA3               | 30 de desembre de 2008 | Mount Lemmon         | Mt. Lemmon Survey    |
| 395858 | 2013 AS4               | 11 de novembre de 2007 | Mount Lemmon         | Mt. Lemmon Survey    |
| 395859 | 2013 AD5               | 14 d'abril de 2010     | Mount Lemmon         | Mt. Lemmon Survey    |
| 395860 | 2013 AF5               | 30 de novembre de 2008 | Mount Lemmon         | Mt. Lemmon Survey    |
| 395861 | 2013 AV6               | 28 de setembre de 2003 | Anderson Mesa        | LONEOS               |
| 395862 | 2013 AO7               | 20 de setembre de 2011 | Catalina             | CSS                  |
| 395863 | 2013 AW8               | 2 de desembre de 2008  | Mount Lemmon         | Mt. Lemmon Survey    |
| 395864 | 2013 AG14              | 30 de maig de 2006     | Mount Lemmon         | Mt. Lemmon Survey    |
| 395865 | 2013 AW14              | 25 de març de 2003     | Kitt Peak            | Spacewatch           |
| 395866 | 2013 AU18              | 10 de setembre de 2007 | Kitt Peak            | Spacewatch           |
| 395867 | 2013 AJ19              | 9 de setembre de 2007  | Kitt Peak            | Spacewatch           |
| 395868 | 2013 AZ20              | 14 de juny de 2009     | Mount Lemmon         | Mt. Lemmon Survey    |
| 395869 | 2013 AF21              | 11 d'octubre de 2007   | Catalina             | CSS                  |
| 395870 | 2013 AS22              | 18 de maig de 2005     | Siding Spring        | Siding Spring Survey |
| 395871 | 2013 AF23              | 20 d'octubre de 2007   | Mount Lemmon         | Mt. Lemmon Survey    |
| 395872 | 2013 AA24              | 8 de juny de 1997      | Kitt Peak            | Spacewatch           |
| 395873 | 2013 AQ25              | 6 de desembre de 2007  | Mount Lemmon         | Mt. Lemmon Survey    |
| 395874 | 2013 AR26              | 24 de desembre de 2005 | Kitt Peak            | Spacewatch           |
| 395875 | 2013 AW27              | 24 de novembre de 2003 | Kitt Peak            | Spacewatch           |
| 395876 | 2013 AW28              | 20 de novembre de 2000 | Kitt Peak            | Spacewatch           |
| 395877 | 2013 AJ29              | 30 d'octubre de 2005   | Kitt Peak            | Spacewatch           |
| 395878 | 2013 AU29              | 2 d'abril de 2006      | Kitt Peak            | Spacewatch           |
| 395879 | 2013 AR32              | 22 d'abril de 2009     | Mount Lemmon         | Mt. Lemmon Survey    |
| 395880 | 2013 AM35              | 28 d'agost de 2006     | Kitt Peak            | Spacewatch           |
| 395881 | 2013 AT35              | 19 de novembre de 2006 | Kitt Peak            | Spacewatch           |
| 395882 | 2013 AQ38              | 29 d'octubre de 2000   | Kitt Peak            | Spacewatch           |
| 395883 | 2013 AC39              | 11 de febrer de 2008   | Mount Lemmon         | Mt. Lemmon Survey    |
| 395884 | 2013 AU39              | 5 de març de 2008      | Mount Lemmon         | Mt. Lemmon Survey    |
| 395885 | 2013 AG40              | 20 de febrer de 2009   | Kitt Peak            | Spacewatch           |
| 395886 | 2013 AF42              | 17 de setembre de 2003 | Kitt Peak            | Spacewatch           |
| 395887 | 2013 AJ42              | 13 de febrer de 2008   | Kitt Peak            | Spacewatch           |
| 395888 | 2013 AK42              | 5 de desembre de 2002  | Socorro              | LINEAR               |
| 395889 | 2013 AN42              | 3 d'octubre de 2006    | Mount Lemmon         | Mt. Lemmon Survey    |
| 395890 | 2013 AV42              | 1 de març de 2009      | Kitt Peak            | Spacewatch           |
| 395891 | 2013 AV43              | 29 d'agost de 2006     | Kitt Peak            | Spacewatch           |
| 395892 | 2013 AZ45              | 11 de març de 2008     | Catalina             | CSS                  |
| 395893 | 2013 AE46              | 28 de setembre de 2006 | Kitt Peak            | Spacewatch           |
| 395894 | 2013 AM46              | 20 de novembre de 2006 | Mount Lemmon         | Mt. Lemmon Survey    |
| 395895 | 2013 AH49              | 19 de desembre de 2007 | Mount Lemmon         | Mt. Lemmon Survey    |
| 395896 | 2013 AT49              | 17 de novembre de 2006 | Mount Lemmon         | Mt. Lemmon Survey    |
| 395897 | 2013 AL52              | 14 de setembre de 2007 | Catalina             | CSS                  |
| 395898 | 2013 AN52              | 18 de desembre de 2001 | Socorro              | LINEAR               |
| 395899 | 2013 AH61              | 24 de març de 2009     | Mount Lemmon         | Mt. Lemmon Survey    |
| 395900 | 2013 AU63              | 1 de gener de 2008     | Mount Lemmon         | Mt. Lemmon Survey    |

## 395901-396000
| Nom    | Designació provisional | Data de descobriment   | Lloc de descobriment | Descobridor/s     |
| ------ | ---------------------- | ---------------------- | -------------------- | ----------------- |
| 395901 | 2013 AH72              | 18 de desembre de 2003 | Socorro              | LINEAR            |
| 395902 | 2013 AK72              | 4 de maig de 2009      | Mount Lemmon         | Mt. Lemmon Survey |
| 395903 | 2013 AV73              | 9 de maig de 2005      | Mount Lemmon         | Mt. Lemmon Survey |
| 395904 | 2013 AD74              | 29 de gener de 2009    | Mount Lemmon         | Mt. Lemmon Survey |
| 395905 | 2013 AW75              | 20 d'octubre de 2012   | Mount Lemmon         | Mt. Lemmon Survey |
| 395906 | 2013 AK77              | 2 de novembre de 2007  | Kitt Peak            | Spacewatch        |
| 395907 | 2013 AC78              | 27 de setembre de 2011 | Mount Lemmon         | Mt. Lemmon Survey |
| 395908 | 2013 AY79              | 22 d'octubre de 2003   | Kitt Peak            | Spacewatch        |
| 395909 | 2013 AA80              | 18 de novembre de 2003 | Kitt Peak            | Spacewatch        |
| 395910 | 2013 AQ80              | 1 de juliol de 2011    | Mount Lemmon         | Mt. Lemmon Survey |
| 395911 | 2013 AK84              | 20 d'octubre de 2007   | Mount Lemmon         | Mt. Lemmon Survey |
| 395912 | 2013 AM87              | 27 de setembre de 2006 | Kitt Peak            | Spacewatch        |
| 395913 | 2013 AR87              | 12 d'octubre de 2007   | Mount Lemmon         | Mt. Lemmon Survey |
| 395914 | 2013 AT87              | 9 de febrer de 2005    | Kitt Peak            | Spacewatch        |
| 395915 | 2013 AY88              | 14 de març de 2004     | Kitt Peak            | Spacewatch        |
| 395916 | 2013 AP89              | 19 de desembre de 2003 | Kitt Peak            | Spacewatch        |
| 395917 | 2013 AQ89              | 3 de juny de 2005      | Kitt Peak            | Spacewatch        |
| 395918 | 2013 AG90              | 11 d'abril de 2005     | Kitt Peak            | Spacewatch        |
| 395919 | 2013 AH90              | 7 de novembre de 2007  | Mount Lemmon         | Mt. Lemmon Survey |
| 395920 | 2013 AH92              | 10 de setembre de 2007 | Mount Lemmon         | Mt. Lemmon Survey |
| 395921 | 2013 AQ92              | 4 de novembre de 2004  | Kitt Peak            | Spacewatch        |
| 395922 | 2013 AU92              | 19 d'octubre de 2006   | Mount Lemmon         | Mt. Lemmon Survey |
| 395923 | 2013 AD93              | 19 de desembre de 2007 | Mount Lemmon         | Mt. Lemmon Survey |
| 395924 | 2013 AP94              | 8 de novembre de 2008  | Mount Lemmon         | Mt. Lemmon Survey |
| 395925 | 2013 AR95              | 4 de març de 2008      | Mount Lemmon         | Mt. Lemmon Survey |
| 395926 | 2013 AX95              | 18 de desembre de 2001 | Socorro              | LINEAR            |
| 395927 | 2013 AV96              | 25 de gener de 2009    | Kitt Peak            | Spacewatch        |
| 395928 | 2013 AG97              | 3 de febrer de 2006    | Socorro              | LINEAR            |
| 395929 | 2013 AM100             | 20 d'octubre de 2003   | Kitt Peak            | Spacewatch        |
| 395930 | 2013 AY102             | 9 d'octubre de 1996    | Kitt Peak            | Spacewatch        |
| 395931 | 2013 AY104             | 11 de febrer de 2004   | Kitt Peak            | Spacewatch        |
| 395932 | 2013 AK105             | 19 de novembre de 2007 | Kitt Peak            | Spacewatch        |
| 395933 | 2013 AY105             | 28 de febrer de 2009   | Kitt Peak            | Spacewatch        |
| 395934 | 2013 AQ106             | 3 de novembre de 2007  | Mount Lemmon         | Mt. Lemmon Survey |
| 395935 | 2013 AC107             | 20 de novembre de 2000 | Socorro              | LINEAR            |
| 395936 | 2013 AE107             | 29 d'agost de 2006     | Kitt Peak            | Spacewatch        |
| 395937 | 2013 AY109             | 19 de gener de 2008    | Mount Lemmon         | Mt. Lemmon Survey |
| 395938 | 2013 AG110             | 2 de març de 2009      | Kitt Peak            | Spacewatch        |
| 395939 | 2013 AG115             | 18 de setembre de 1995 | Kitt Peak            | Spacewatch        |
| 395940 | 2013 AH116             | 16 de desembre de 2004 | Kitt Peak            | Spacewatch        |
| 395941 | 2013 AD119             | 18 de novembre de 2007 | Mount Lemmon         | Mt. Lemmon Survey |
| 395942 | 2013 AM121             | 16 de gener de 2004    | Kitt Peak            | Spacewatch        |
| 395943 | 2013 AN121             | 15 de desembre de 2004 | Socorro              | LINEAR            |
| 395944 | 2013 AL122             | 3 de desembre de 2007  | Kitt Peak            | Spacewatch        |
| 395945 | 2013 AW125             | 23 de novembre de 2003 | Anderson Mesa        | LONEOS            |
| 395946 | 2013 AF127             | 18 de desembre de 2007 | Kitt Peak            | Spacewatch        |
| 395947 | 2013 AY127             | 9 de gener de 2006     | Kitt Peak            | Spacewatch        |
| 395948 | 2013 AE129             | 28 d'agost de 2006     | Kitt Peak            | Spacewatch        |
| 395949 | 2013 AJ129             | 22 d'octubre de 2011   | Kitt Peak            | Spacewatch        |
| 395950 | 2013 AZ129             | 24 de febrer de 2008   | Mount Lemmon         | Mt. Lemmon Survey |
| 395951 | 2013 AG130             | 12 d'abril de 2004     | Kitt Peak            | Spacewatch        |
| 395952 | 2013 AV133             | 30 de novembre de 2008 | Mount Lemmon         | Mt. Lemmon Survey |
| 395953 | 2013 AY134             | 4 de febrer de 2000    | Kitt Peak            | Spacewatch        |
| 395954 | 2013 AA135             | 2 de setembre de 2010  | Mount Lemmon         | Mt. Lemmon Survey |
| 395955 | 2013 AP135             | 28 de febrer de 2008   | Mount Lemmon         | Mt. Lemmon Survey |
| 395956 | 2013 AX149             | 29 d'abril de 2008     | Mount Lemmon         | Mt. Lemmon Survey |
| 395957 | 2013 AD161             | 17 de novembre de 2006 | Mount Lemmon         | Mt. Lemmon Survey |
| 395958 | 2013 AO162             | 13 d'abril de 2004     | Kitt Peak            | Spacewatch        |
| 395959 | 2013 AH163             | 23 de novembre de 2006 | Mount Lemmon         | Mt. Lemmon Survey |
| 395960 | 2013 AA165             | 5 d'abril de 2003      | Kitt Peak            | Spacewatch        |
| 395961 | 2013 AU171             | 23 de setembre de 2011 | Kitt Peak            | Spacewatch        |
| 395962 | 2013 AP174             | 3 d'octubre de 2006    | Mount Lemmon         | Mt. Lemmon Survey |
| 395963 | 2013 AQ174             | 4 de novembre de 1999  | Kitt Peak            | Spacewatch        |
| 395964 | 2013 AR174             | 24 de març de 2009     | Mount Lemmon         | Mt. Lemmon Survey |
| 395965 | 2013 AS179             | 5 de setembre de 2010  | Mount Lemmon         | Mt. Lemmon Survey |
| 395966 | 2013 BQ3               | 1 de novembre de 2007  | Kitt Peak            | Spacewatch        |
| 395967 | 2013 BS5               | 8 de febrer de 2008    | Kitt Peak            | Spacewatch        |
| 395968 | 2013 BU5               | 1 de març de 2008      | Kitt Peak            | Spacewatch        |
| 395969 | 2013 BO6               | 29 de març de 2000     | Kitt Peak            | Spacewatch        |
| 395970 | 2013 BC9               | 16 de gener de 2004    | Kitt Peak            | Spacewatch        |
| 395971 | 2013 BT9               | 20 de febrer de 2009   | Kitt Peak            | Spacewatch        |
| 395972 | 2013 BV9               | 29 d'agost de 2006     | Kitt Peak            | Spacewatch        |
| 395973 | 2013 BM11              | 26 de febrer de 2009   | Kitt Peak            | Spacewatch        |
| 395974 | 2013 BT20              | 17 de novembre de 2004 | Campo Imperatore     | CINEOS            |
| 395975 | 2013 BB21              | 17 de novembre de 2006 | Mount Lemmon         | Mt. Lemmon Survey |
| 395976 | 2013 BC21              | 30 d'octubre de 2007   | Kitt Peak            | Spacewatch        |
| 395977 | 2013 BU22              | 16 de desembre de 2007 | Kitt Peak            | Spacewatch        |
| 395978 | 2013 BL24              | 2 de març de 2009      | Mount Lemmon         | Mt. Lemmon Survey |
| 395979 | 2013 BR24              | 20 de setembre de 2011 | Mount Lemmon         | Mt. Lemmon Survey |
| 395980 | 2013 BY24              | 18 de setembre de 2003 | Kitt Peak            | Spacewatch        |
| 395981 | 2013 BT25              | 10 de febrer de 2002   | Socorro              | LINEAR            |
| 395982 | 2013 BY29              | 28 de febrer de 2009   | Kitt Peak            | Spacewatch        |
| 395983 | 2013 BV30              | 1 de maig de 2009      | Mount Lemmon         | Mt. Lemmon Survey |
| 395984 | 2013 BV32              | 3 de novembre de 2007  | Kitt Peak            | Spacewatch        |
| 395985 | 2013 BK33              | 17 d'abril de 2005     | Kitt Peak            | Spacewatch        |
| 395986 | 2013 BR34              | 13 de setembre de 2005 | Kitt Peak            | Spacewatch        |
| 395987 | 2013 BW34              | 17 de gener de 2009    | Kitt Peak            | Spacewatch        |
| 395988 | 2013 BC35              | 14 d'abril de 2008     | Kitt Peak            | Spacewatch        |
| 395989 | 2013 BQ35              | 10 d'octubre de 2007   | Kitt Peak            | Spacewatch        |
| 395990 | 2013 BH36              | 5 de novembre de 2007  | Kitt Peak            | Spacewatch        |
| 395991 | 2013 BY37              | 30 de gener de 2008    | Catalina             | CSS               |
| 395992 | 2013 BW39              | 4 de març de 2008      | Kitt Peak            | Spacewatch        |
| 395993 | 2013 BR40              | 28 de gener de 2004    | Kitt Peak            | Spacewatch        |
| 395994 | 2013 BM41              | 10 d'abril de 2003     | Kitt Peak            | Spacewatch        |
| 395995 | 2013 BA42              | 21 de gener de 2002    | Kitt Peak            | Spacewatch        |
| 395996 | 2013 BN42              | 8 d'abril de 2010      | Mount Lemmon         | Mt. Lemmon Survey |
| 395997 | 2013 BE43              | 30 de desembre de 2008 | Mount Lemmon         | Mt. Lemmon Survey |
| 395998 | 2013 BO46              | 15 de setembre de 2007 | Mount Lemmon         | Mt. Lemmon Survey |
| 395999 | 2013 BO48              | 1 d'octubre de 2000    | Anderson Mesa        | LONEOS            |
| 396000 | 2013 BH55              | 1 de desembre de 2006  | Mount Lemmon         | Mt. Lemmon Survey |